# 俄羅斯經濟
俄羅斯作為超級大國蘇聯的主要繼承者，是全球重要的新興經濟體。擁有豐富的自然資源、科技人才儲備及完整的工業基礎。其經濟結構以能源和資源出口為核心，在航天、核能、基礎科學等領域具有全球競爭力。2006 年與中華人民共和國、印度、巴西共同組成“金磚國家”，成為新興市場的代表性經濟體。
俄羅斯經濟為资源主导型，在2014年乌克兰危机后開始被西方国家制裁，一方面被迫推動進口替代戰略與國內產業結構調整，事實上更大的問題則是在2012年就已經初現端倪，這主要受能源價格波動影響，在那時經濟就已經放緩，因此一直到2021年都在經歷周期性衰退、疫情意外打擊下勉勉強強維持低速增長。2022年起俄國經濟一度受到前所未有的全面重挫，不過制裁的打擊主要集中在寡頭經濟，而整體看隨著重點的油價與盧布政策等更主要因素回穩，其影響很快收斂。
戰時俄羅斯經濟還出現高通脹與部分產業高增長，根據世界銀行2023年1月發布的《全球經濟展望》報告，俄2023年GDP增速預計為1.6%，總統普京則表示，2023年後恢復增長可能甚至達到2.5–2.8%的水準。因為相對於中國大陸靠進口加工型態，俄羅斯海外投資比例低、服務與消費市場比例高，肇因產業結構早已相對自給自足，故此次受到衝擊才小，而重要的是豐富的人均自然資源更是先決優勢，故能向印度等國出口俄油氣食品等硬通貨當作錨定。同時紐時指出它還留有前蘇聯與舊盟友等得天獨厚的門路，西方國家初期實施的定向制裁（如凍結資產、限制金融機構交易）主要針對特定個人和實體，如果土耳其等幾個中亞中東國家貿易不受影響，就能從第三世界轉口，尚能通過多次轉手輕工商品與機械配件來運轉。
《日經亞洲》指雖然受到特殊的國情與國際局勢所惠，使得數據得以暫時勉力維持，但有過度依賴非西方世界與人才資源流失的隱憂，一旦合作態度轉變又會惡化，且因受到戰事制裁影響，想維持傳統軍事重工基礎的運轉成本很高，成長的貢獻幾乎都是用政府收支增長產生，金融市場會不健康，盧布的表現也影響其長遠預期，長久發展可能是越走越偏，已經有俄國經濟智庫呼籲繼續加大整頓。

## 概觀

### 經濟規模與國際地位
根據國際貨幣基金組織（IMF）2013 年數據，俄羅斯以購買力平價（PPP）計算的國內生產總值位居全球第六，2013年人均GDP為2萬4298（購買力平價），2013按名義GDP計算俄羅斯佔據第8位。作為“金磚國家”成員國之一，其 2012 年工業生產總值達 7,279 億美元，僅次於中華人民共和國、美國、日本和德國，居全球第五 。

### 產業基礎與傳統優勢
俄羅斯繼承了前蘇聯許多重工業和國營事業例如鋼鐵，金屬冶煉、造船、石化工業、航空工業、核能工業、汽車製造等，軍火工業產值為世界前兩位，軍火出口額約與美國相當。在蘇聯解體後，重工業雖受到不少打擊，但是最近十年內逐漸恢復工業產值，並走向市場經濟的開放體制。

### 新興產業與當前挑戰
近年來，俄羅斯積極推動產業多元化，金融服務、資訊科技（IT）和互聯網行業成為經濟結構調整的重點方向。國內誕生了 Yandex 等代表性企業。

#### 國際局勢的影響
2022 年以來，部分國際科技公司陸續退出俄羅斯市場，Yandex 母公司亦將業務剝離，本地團隊接手後繼續運營。這一變動對俄羅斯數字經濟發展造成短期衝擊，但也促使本土企業加速技術自主化進程。

## 經濟結構
俄羅斯國內生產總值各部門的比例結構（截至2012年）
- 農業和林業 - 3.8％
- 採礦 - 10.9％
- 製造業 - 15.2％
- 生產電力，天然氣及水力發電，與其他實用程序 - 5.1％
- 建築 - 6.5％
- 貿易 - 19.7％
- 交通和通信 - 8.2％
- 金融服務 - 17.1％
- 公共行政，教育，衛生和軍事安全 - 13.5％

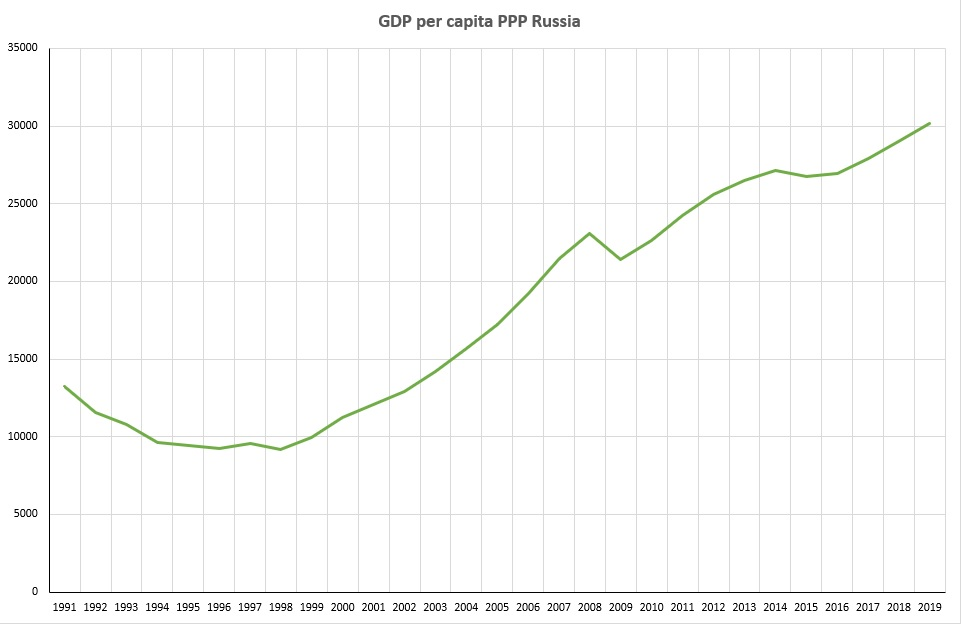
蘇聯解體以後的俄羅斯GDP（購買力平價）演進圖
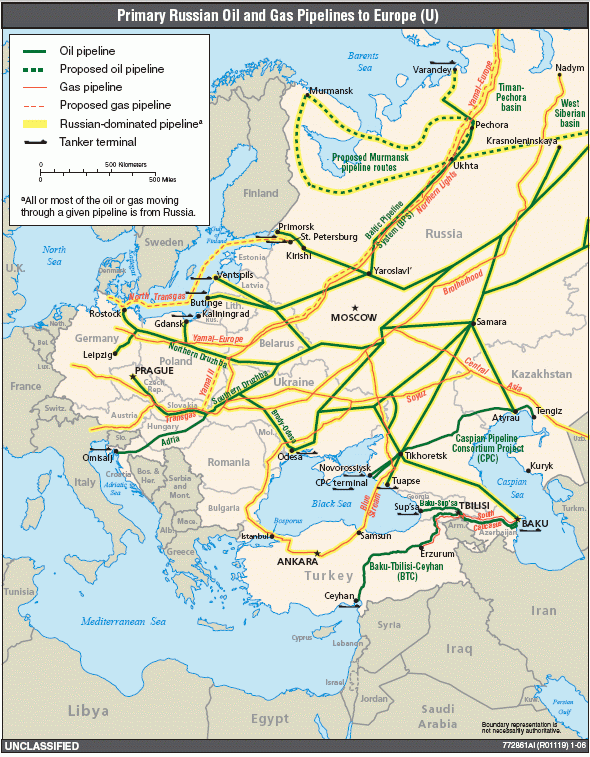
天然氣管和油管
出口品以天然資源為主
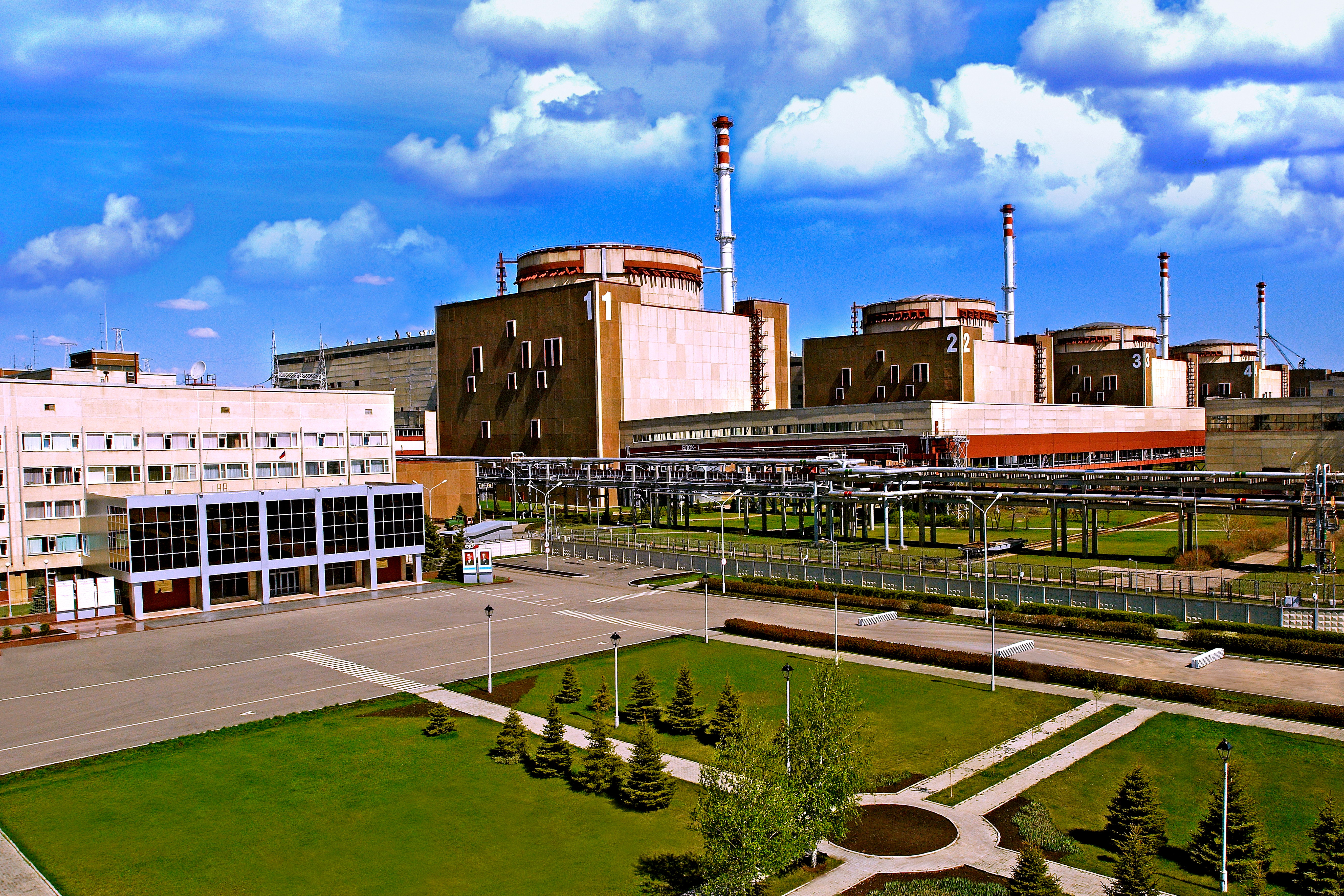
Balakovo核電廠
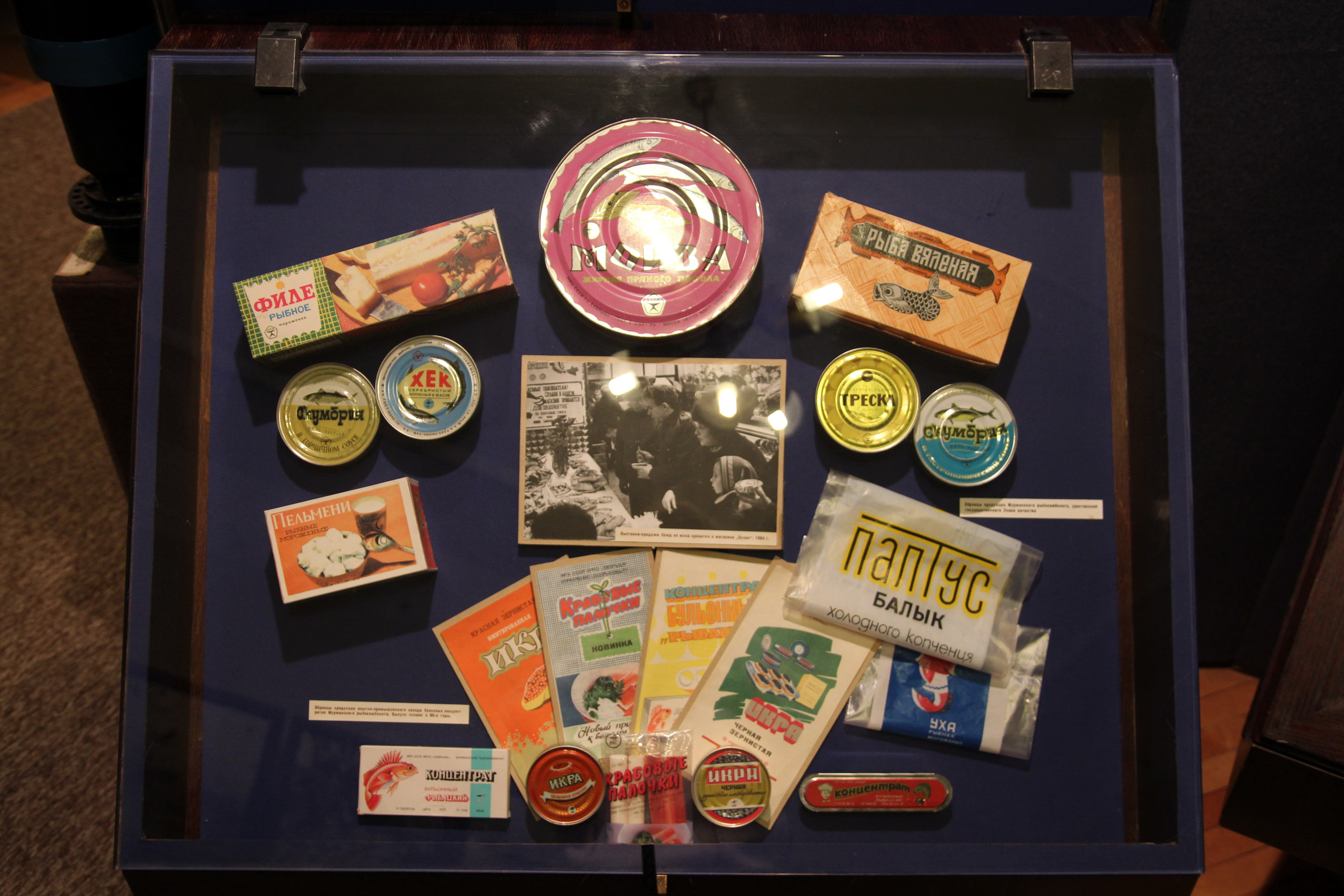
俄國海鮮產品
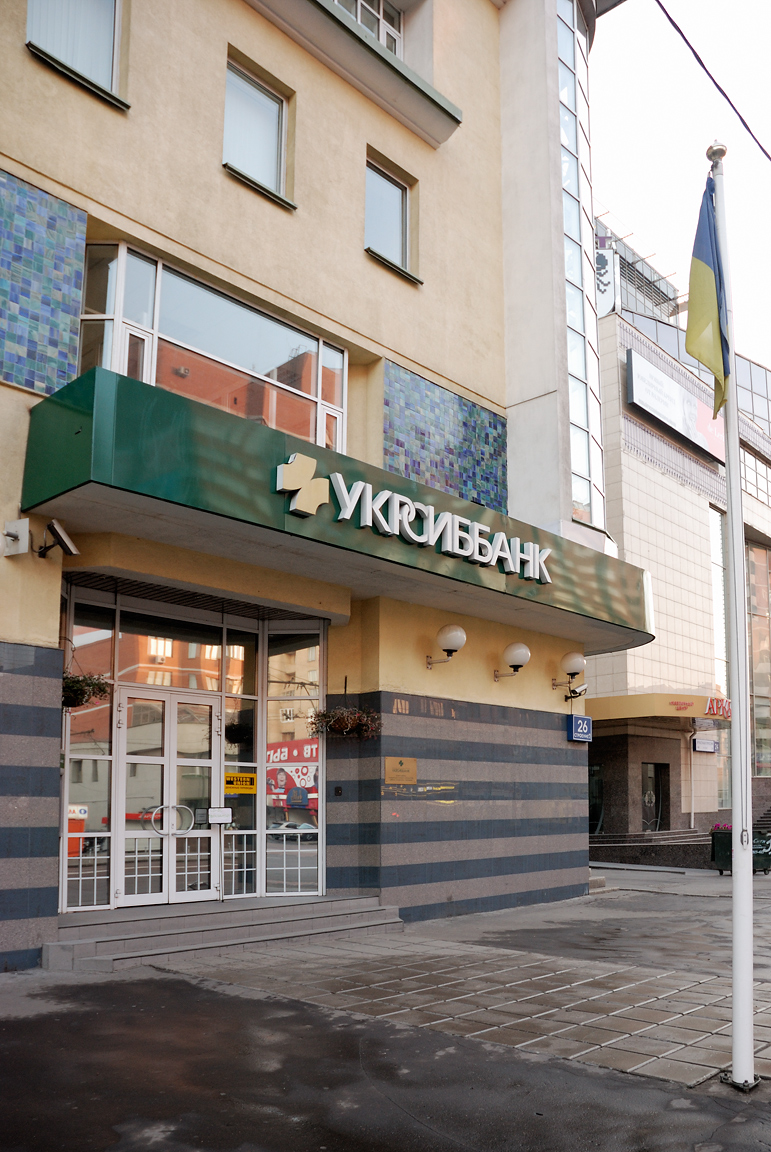
莫斯科商店街
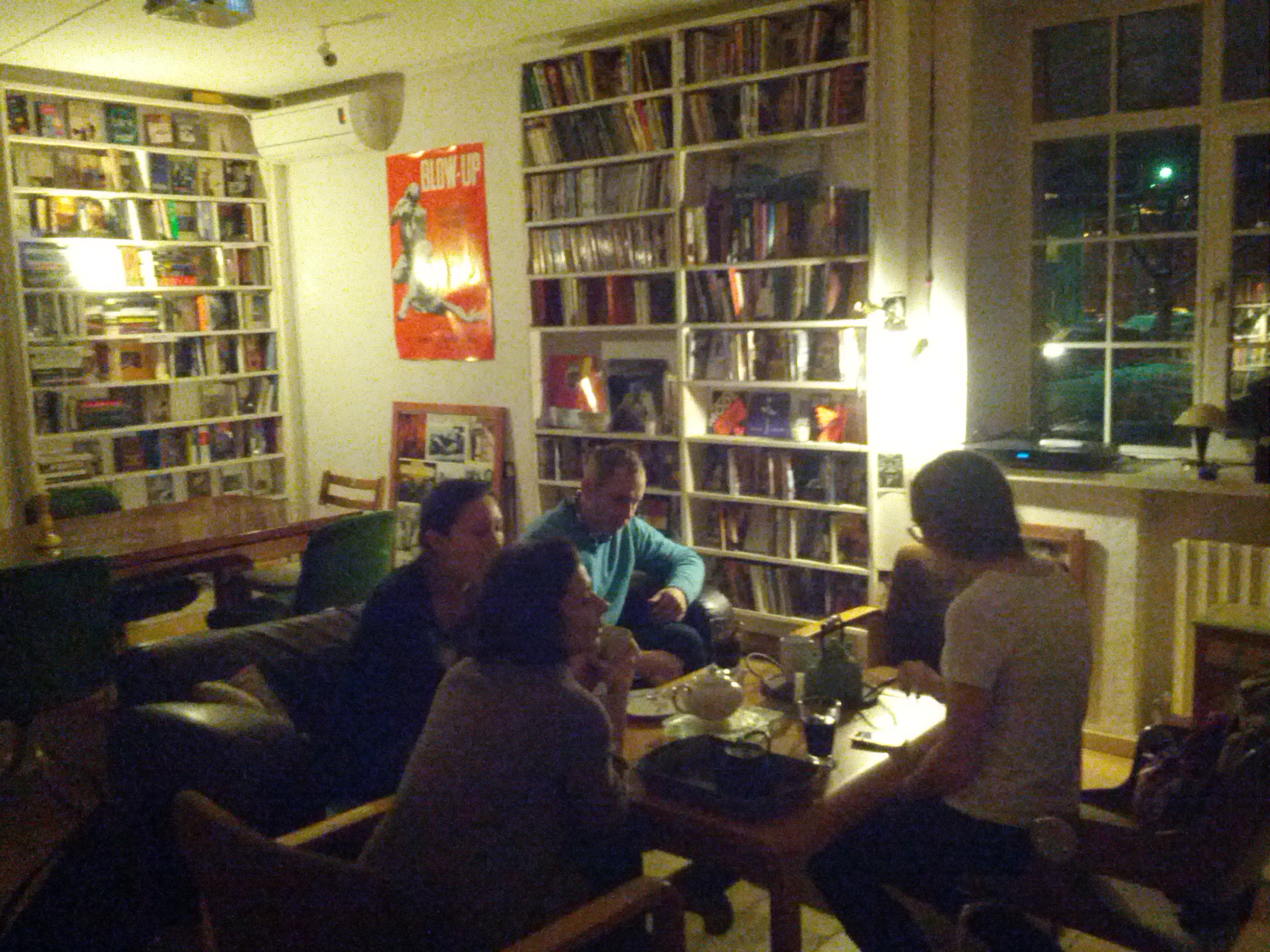
勞工圖書館
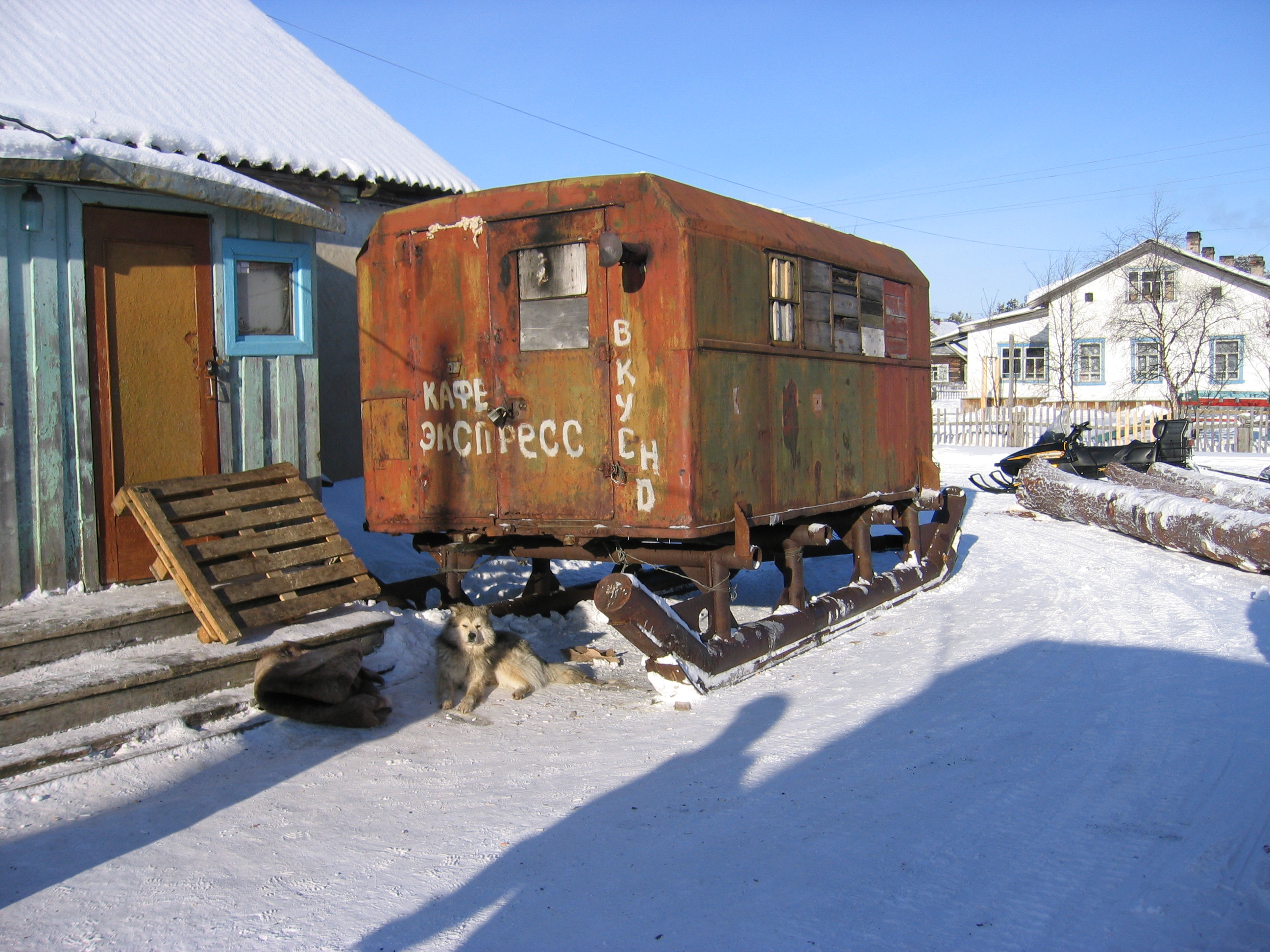
西伯利亞

### 農林業

#### 林業資源與產業規模
俄羅斯國土面積中約 47.9% 被森林覆蓋，森林資源總儲量居全球首位，奠定其林業大國地位，林業年產值約350億美金，超過3萬間企業和林業有關，從業人員達100萬人。農業方面自經濟市場化改革以來，俄羅斯農業產能顯著提升，已成為全球農產品出口重要國家。是世界第一大小麦出口国。其耕地面積是世界第四，相比人口卻不多，讓其有糧食出口的潛力，但技術比較落後所以產量並不穩定，農民依然貧困者居多。

#### 農業生產與國際地位
2015年俄罗斯玉米产量达到创纪录的1320万吨，水稻收成为110万吨，大豆产量为270万吨，荞麦产量为90万吨。2016年俄罗斯出口2500万吨小麦，为世界第一小麦出口国。（页面存档备份，存于）

### 油氣及礦產
天然資源的開採出口是俄羅斯今日最大的經濟支柱。俄國領土巨大，內有巨量礦產、天然氣和石油，而且在西伯利亞，尚有大量未開發的資源。俄羅斯在北冰洋擁有綿長海岸線，令俄羅斯在開發北極資源，具有得天獨厚的優勢。俄羅斯在開採天然資源方面遇到的最大障礙，是寒冷荒涼的環境，資源產地遠離主要的加工及消費地區，只要解決運輸的問題，幾乎有源源不斷的天然資源，但前提是需有大量資金投入，改善運輸基建。
2009年，能源類出口額佔全國經濟出口2/3，達一年2000億美金。
俄國天然氣估計有44.38兆立方公尺儲量，佔世界第一，全世界23.7％的儲存量在此，歐洲許多國家燃料和取暖用天然氣，逾半由俄國進口，甚至有若干國家，九成以上依賴俄國。這使在國際談判中，俄國可藉此點作為談判憑藉。目前每年開採量近6000億立方公尺，佔世界總年產量18%。
石油方面本身估計有742億桶，佔世界第七，另外在北邊北極海域底下有大量未探明的石油資源，俄國一直引用經濟專屬海域主張北極海域是其大陸棚的延伸主權，2011年後和英國BP石油聯合探勘北極石油，但俄國表明最終資源主權屬於俄國。
其他礦業方面其鐵礦佔世界32%儲量，磷灰石佔世界65%儲量，錫佔世界27%儲量。铝产量约占全球的6%，镍产量占全球的7%，铜供应量约占3.5%。金礦、鉛等也有巨量未勘明資源。
俄羅斯的礦業是經濟根本支柱。礦業的發展帶來了國家穩定的地位和能夠立足於世界的市場。
俄罗斯可采煤炭储量1500-4000亿吨，世界第一。主要煤田为：
- 库兹巴斯煤田（储量77%，开采量80%）：主要分布在克麦罗沃州西部，呈不规则的四边形，长300km,宽100，面积2.6万平方公里,其中具有工业价值的面积1.2万平方公里。1993年1月1日，平衡表内储量（A+B+C1）为589亿t，占全俄储量的46。5%。探明储量为254亿t，其中炼焦煤124亿t。库兹巴斯煤田的煤质质较好
- 雅库特煤田（储量11%，开采量8%）
- 伯朝拉煤田（储量8%，开采量11%）：东北以乌拉尔山为界，西抵季曼岭，北临北冰洋，南至北纬64°线。煤田主体沿伯朝拉河的支流乌萨河分布。面积约12万km,其中10万km分布在北极圈内。目前刻煤田A+B+A1储量为83亿t,正在开采二个矿区：沃尔库塔（炼焦煤）和英塔（动力煤）。沃尔库塔的多数矿为超级瓦斯矿，并有煤与瓦斯矿，并有煤与瓦斯突出危险。基本上都是大型矿井，其中年生产能力为5.2Mt的沃加绍尔斯卡娅矿是俄罗斯第二大矿。
- 顿涅茨煤田（储量1%，开采量1%）：分为6大采区，其中5个分布在乌克兰境内，一个在俄罗斯邦的罗斯托夫州,主要开采无烟煤，炼焦煤比重不超过10%。为非瓦斯矿。最大开采深度为1060 m(十月矿)和1065 m(十月革命50周年矿)。
- 其他煤田（储量3%，开采量0%）。
  - 坎斯克－阿钦斯克煤田：位于克拉斯诺亚尔斯克边疆区的南部,沿西伯利亚大铁路延展。西部伸入西西伯利亚的克麦罗沃州,东部延至伊尔库茨克州。东西长800km，南北宽50~250 km，面积达6万平方公里。叶尼塞岭和东萨彦岭支脉将煤田划分成几乎相等的东西两部分：西部为丘雷姆－叶尼塞岭区，东部为坎斯克区， 该煤田煤炭储量（A+B+C1）为800亿t,全部为褐煤.煤层厚度为30~50m,局部地区达100m.煤层赋存浅,采矿地质条件非常适于露天开采.该煤田生产的褐煤质地松散,易风化和自然,不便贮存和远途运输,除就近发电外,可加工成液本燃料和精制的固体燃料.

2019年，俄罗斯取代澳大利亚成为全球第二大黄金生产国。

#### 世界排名
俄羅斯廣大的國境擁有豐富的礦藏資源。由於礦業的發展，國家在世界市場上佔有重要地位。龐大的蘊藏量並不表示總能夠壟斷領導權，例如，俄羅斯聯邦在世界鐵礦石蘊藏量排名佔有壓倒性的領導地位，但其中鐵的成分含量占比低。鈦、錫、鎢和許多其他金屬元素礦藏的情況也是如此。諾里爾斯克礦床與一般礦床情況不同，原礦材料的質量具有高度指標特徵。現今，俄羅斯有一些大型礦業公司，在那裡建置他們的生產線以開採鎳（佔全球市場20％）、鈷（10％）、銅（3％）的礦物原料。從諾里爾斯克礦山，能夠開採大量的鉑、碲、鈀輸入全球市場。

#### 產業的問題
俄羅斯雖然擁有龐大的天然資源，但除受地理限制外，也受到缺乏完善的開採規劃：俄羅斯採礦問題之一是缺乏系統性的地質探勘。自1966年以來，國家一切探勘計畫皆告終結。私人企業開發礦藏時，並不就當地地質多加觀測與研究。結果使得礦業發展愈來愈受限，大部分已開發礦床處於儲量枯竭的邊緣，而新礦床又未受開發，更沒有計畫對地層進行科學探勘。這種情況加深了冶鐵工廠對外部原料供應的依賴。國內企業的鋁生產仰賴工業原料－鋁土礦和氧化鋁，以持續生產金屬，而其產量卻逐漸在減少。當地的鋁土礦產量為每年5-6萬噸，氧化鋁則為每年2.9噸，相對於原料對外的採購量達到530萬噸，這樣的生產力遠遠不夠。
除了對地層探勘不足之外，還有一個礦床廢棄的問題，他們沒有被持續研究、延續其利用價值。俄羅斯的銅礦蘊藏量估計有1億噸，該金屬最大的蘊藏地點為東西伯利亞。根據資料，Udokan礦床蘊藏有200噸銅礦原料，但卻沒有人參與探勘。在此同時，其他大型礦床（Oktyabrskoye，Gaiskoye，Talnakhskoye）卻仍持續開發中，蘊藏量即將枯竭。在俄羅斯境內藏有高達一萬噸的金礦，但是金礦開採業始終存在著前述的情況。Natalka礦床和Sukhoy礦床每年各以1500噸金屬帶動當地工業，金礦產出大部分則開採自遠東地區（高達58％），而新礦床的開發和勘探工作尚未開始。

#### 國家的經濟基礎
俄羅斯礦業公司是國家預算的主要投入產業。對國內生產毛額（GDP）貢獻達到60-70％，原料和成品出口的增長確保了經濟穩定和國家儲備基金的充實。採礦業是一個複雜的行業，其中包括：提取礦物和能源原料（石油、天然氣、煤、鈾等）；亞鐵和其他金屬礦石（鐵礦石、鉻鐵礦、釩、鉬等）的提取；有色金屬礦石（銅、錫、鉛、鋅、鎳等）的提取；採礦化工原料（磷灰石、鉀鹽、硫黃鐵礦、磷酸鹽等）的提取；各民生工業的需求原料（石墨、石棉、石灰石、粘土、花崗岩等）的提取；珍貴礦石（鑽石，寶石等）的提取；水資源探勘（地下水）。俄羅斯的礦業公司依循礦石資源的蘊藏而設立，為了完整的供應鏈，以降低成本，他們通常形成一個複雜的產業群聚。在礦床週邊除了礦井，還伴隨一些冶礦工廠與各式基礎建設－其中包括工人宿舍、產業道路與能源供應設施。
迄今，有24家大型礦業公司，分布地點覆蓋全國，西伯利亞和遠東地區在這個行業中扮演著主導角色。俄羅斯重要的礦業公司列舉如下：
● «阿爾羅薩»（PAT）АК «Алроса» (ПАО)，位於薩哈共和國，主要經濟活動是鑽石開採，開採寶石產值佔國內生產毛額（GDP） 的95％。鑽石業的發展起源於蘇聯時期（西元1954年），在雅庫特地區發現了金伯利礦床－也是蘇聯境內第一個金剛石原生礦床。1955年，包含和平號和 «Udachnaya»號岩管，共計15個鑽石礦床在當地被發現。1957年，決定開始在雅庫特礦床的採礦作業，並且在米爾尼成立了雅庫塔爾馬茨信託公司，同年，開採出第一顆工業鑽石。兩年後，蘇聯開始在世界市場上銷售鑽石。
該行業的主要發展是基於金伯利礦床的“和平號”岩管的發展。於此期間，礦井、工廠與其他能源基礎設施都建置完成。1960年，«Aikhal»岩管被發現，1969年發現的則是“國際”管。
1963年，蘇聯與國際鑽石公司戴比爾斯簽訂了銷售部份鑽石的合約。2008年12月，根據歐盟委員會為執行歐洲反壟斷立法的決定，阿爾羅薩公司與戴比爾斯之間的協議被終止。自2009年以來，蘇聯阿爾羅薩已經能夠在世界市場上獨立銷售其產品。
在1980年代，以«Aikhal»和«Udachnaya»岩管為基礎，鑽石採礦業持續在 «Yubileinaya»金剛石礦床積極發展。«Udachnaya Combine»的主要採石場是當今世上最大的露天礦坑之一。
1992年2月19日依據總統№158℃命令“俄羅斯鑽石 - 薩哈”，將«Yakutalmaz»改制為股份公司，而後，於1998年更名為“阿爾羅薩”（CJSC）。到了2011年，阿爾羅薩又被改制為一家股份有限公司，使其股票能進入市場自由流通。
2013年10月28日，阿爾羅薩公司舉行首次公開募股（IPO），出售了公司股份的16％（各給予俄羅斯聯邦和雅庫特政府7％股份，另有2％收歸於國庫）。投資額中有超過60％來自於美國投資人，24％來自於歐洲（20％來自於英國），僅有14％來自俄羅斯的投資人。奧本海默基金和拉扎德公司分別獲得2％的收益。在IPO期間，阿爾羅薩成功募資413億盧布（約合13億美元）。2013年，公司的非核心資產整頓計畫開始啟動。於是CJSC“阿爾羅薩飯店”在2013年4月被出售，緊接著於隔年3月出售“阿爾羅薩保險公司”。到了2016年7月，俄羅斯聯邦對阿爾羅薩公司的持份另有10.9％被出售，國家的份額減少至33％。
截至2016年7月，公司股份屬於：
俄羅斯聯邦 – 33.03％
薩哈共和國（雅庫特） – 25％
八個位於薩哈共和國的機構 – 8,0003％
其他法人和自然人 – 34％。
2015年4月23日至2017年3月6日，公司董事長是Andrey Vyacheslavovich Zharkov。
●阿穆爾採礦者Артель старателей «Амур»，該公司專門從事鉑，鈀的提取。
«阿爾丹集團»是«阿穆爾採礦者»集團的前身，成立於1969年。其中一個重要角色是著名的黃金礦工Vadim Tumanov。施工起初遭遇重重困難－氣候條件惡劣、產地偏遠、交通易達性低，人力與機具設備往往要千里跋涉才能到達目的地施作；然而，在開發者優異地作業下，“阿爾丹”依然很快地投入數十種貴金屬的生產行列，以應蘇聯產業需求。
1972年底，依據當局的命令，阿爾丹的所有權受移轉至哈巴羅夫斯克的普里莫羅佐托。在解決公司經理的技術問題的過程中，阿穆爾河壯麗的河水給人留下了深刻的印象，以致新成立的股份有限公司以它的名義命名。1973年，阿爾丹時代宣告終結，轉由“阿穆爾採礦者”延續其營運。
至今«阿穆爾採礦者»已是俄羅斯鉑金集團公司的一部分，也是最大的鉑族金屬公司之一。該公司統計資料指出，鉑的年產量超過3.7噸。
●«Atomredmetzoloto»股份有限公司АО «Атомредметзолото»專門從事於鈾礦石的開採。該公司正在從事一個鐵礦石礦床的開發。«Atomredmetzoloto»在1991年由蘇聯中型機械大樓的第一部門成立，為一國有企業。它那時的企業規模跨足於蘇聯內的六個國家（俄羅斯、烏克蘭、烏茲別克、哈薩克、塔吉克和吉爾吉斯）境內，主要業務包括礦石的採集與加工。
為了支持原子能工業發展結構，«原子能動力工業聯合企業（Atomenergoprom）»因而成立，«Atomenergoprom»收購了許多與原子產業相關公司的股份。2007年8月，«Atomenergoprom»成為«Atomenergoprom»100％股權的擁有者。«Atomenergoprom»被編制為鈾礦採集業務的企業主幹。為了發展原子能工業，«Atomenergoprom»整合了俄羅斯所有的鈾礦開採公司以及部份俄羅斯於境外營運的鈾礦開採公司。　
2007年，«Rusburmash»閉鎖型股份公司被«Atomredmetzoloto»併購，並於2010年獲得開放控股公司«VNIPIpromtechnologii»的100％股份。
2010年，«Atomredmetzoloto»收購了加拿大鈾礦開採公司«Uranium One（U1）»51.4％的股份。在2011年6月，«Atomredmetzoloto»收購了«Mantra Resources Limited»100％股權，以確保在坦桑尼亞鈾礦床的探勘開發。«Atomredmetzoloto»有82.5％股份屬於«Atomenergoprom»。«Atomredmetzoloto»的現任董事長為 Alexander Lokshin，前任董事長為Vadim Zhivov。自2013年5月，Vladimir Verhovcev被任命為的«Atomredmetzoloto»公司總經理。«Atomredmetzoloto»公司現行主要業務在進行鈾礦石、貴金屬與稀有元素的探勘，也包括採集與加工煉製。
起初«Atomredmetzoloto»擁有加拿大鈾礦開採公司«Uranium One»51％的股份。後雙方代表達成共識，收購其剩餘股份，將其所擁有的股份提高至100％，成為«Uranium One»唯一的所有權擁有者。
●閉鎖型股份有限公司«Metalloinvest» УК «Металлоинвест»，營運業務是黑色金屬工業與鐵礦石冶煉。
它的歷史可追溯至1999年，當時其股東同時收購了«Oskol Electrometallurgical Combine»和«Lebedinsky Mining and Processing Integrated Works/Lebedinsky GOK»。到了2002 - 2004年期間，股東們又先後收購了«Ural Steel based in Novotroitsk, Orenburg Oblast»和«Mikhailovsky Mining and Processing Integrated Works/Mikhailovsky GOK»兩個公司。
2006年，«Gazmetall»和«Metalloinvest»將所擁有資產合併、成為一個單一的控股公司。
2010年，億萬富翁Alisher Usmanov以自己的Gallagher Holdings Ltd公司名義購買了«Metalloinvest»的50％股份；Vasily Anisimov以自己的Coalco International公司名義購買了«Metalloinvest»的20％股份。Vladimir Skoch則購買了«Metalloinvest»的30％股份。
2011年12月，Vasily Anisimov將有擁有的全部股份出售給VTB銀行，2012年12月29日VTB宣佈出售這些股份給«Metalloinvest»公司的子公司。最後，Alisher Usmanov對«Metalloinvest»公司擁有60％持股，Vladimir Skoch則持份30％、Farhad Moshiri持份10％。此三人一起創辦了USM Holdings Ltd，然後以這個公司管理«Metalloinvest»公司。
«Metalloinvest»公司的現任總經理為Andrey Varichev。
●«Russian Platinum»公司ГК «Русская платина»，營運業務是提煉出鉑、鈀、與金。«Russian Platinum»自1969年開始運作，當時“阿爾丹聯盟”成立，後來成為“阿穆爾探礦者”集團。該集團股東於2007年對集團進行收購，經策略性選擇全面檢討後，主要股東決定決定生產鉑族金屬為核心業務。後來為了拓展事業領域，該集團於2011年4月收購了«Chernogorskoye Mining Company»，並由俄羅斯鉑金有限公司（作為本集團的控股公司）成立與管理。
2013年7月24日，俄羅斯聯邦政府批准阿穆爾集團作為Norilsk-1礦床南部的得標者。並且允許阿穆爾集團依照表定程序使用指定礦床探勘和生產鎳、銅、鈷及相關部件的權利。«Group of Companies Russian Platinum» 在Kondyor、Chernogorskoye和Norilsk-1礦床的南部地區礦產蘊藏總量：
- 鉑、鈀、銠、金 – 2,673.36噸
- 銅 – 2 192 500噸
- 鎳 – 1 653 400噸
- 鈷 – 79 700 噸。
«Russian Platinum»的目標是加強其在全球礦產業者之中的地位，以及鉑族金屬蘊藏量和生產等方面的地位。公司的其中一個關鍵策略是同時建立一個採礦場與加工廠，以便2017年能在Chernogorskoye礦床開採提取符合產能需求的銅礦石、鎳礦石，並通過疏浚方法進一步擴大Kondyor礦山的資源基礎，以投資為勘探新的礦藏資源。
●«Severstal»股份公司ПАО «Северсталь»,從事煤炭、煉焦煤的開採，也進行冶金、鐵礦石的開採與濃縮，是俄羅斯前幾大企業之一員。
1930年到1933年期間，俄羅斯在北極圈科拉半島上的領土發現煤礦與鐵礦的礦床。一般來說，鋼鐵產業會建置靠近於鐵礦或煤礦原料產地，但是這些新發現的原料各自位於遙遠荒涼的領土邊境，蘇聯的決策者們規劃鋼鐵工廠以鐵礦產地為核心，以建造工造業，並依傍煤炭貿易路線以獲取煤礦原料或煤炭成品。這個被選定的地點是個靠近Cherepovets的小鎮，它與莫斯科及聖彼得堡相隔同等距離，成為聖彼得堡的煤、鐵來源地。
1940年6月20日，蘇聯政府通過決議“建置蘇聯西北冶礦基地組織”號召Cherepovets鋼鐵廠的建設，數十個科學研究機構開始探勘並檢測原料礦床，更為各個工廠製定使用計畫，但是在蘇聯參與第二次世界大戰時，被迫暫停止進度。
鋼鐵廠建設計畫於1948年初重啟。1954年建成了暖氣和電力中心，到了1955年8月24日，將氧化鐵轉化為鐵水的高爐也已經準備就緒進行操作。高爐操作員F.E. Drozdov在下午3點25分鑽了一個水龍頭，第一道鐵水跑出爐子。這個日期被認為是Cherepovets鋼鐵廠的生日。
在接下來的五年裡，工廠還增添了其他組件。1956年2月，一台烤箱開始將煤加工做成焦炭，並使用純碳源來減少高爐中的鐵礦石。1958年5月1日鑄造第一塊鋼錠。1959年，合金碾製廠開始將半成品鋼加工為成品板材。
考量到生產的結構和綜合特質，1983年6月23日，蘇聯冶鐵部決定將Cherepovets冶金廠改組為Cherepovets煉鋼廠。1993年9月24日，根據俄羅斯聯邦總統命令，Cherepovets煉鋼廠受Cherepovets市市長辦公室之註冊，成為股份公司«Severstal»。
«Severstal»公司從1993年開始發展壯大，其業務包括製造金屬製品和管線材料，也與北美和歐洲的煉鋼廠一樣－生產鐵礦石和其他鐵礦、鋼鐵製品。
●股份有限公司«Silvinit» ОАО «Сильвинит»，輸出礦物原料以及生產各式化工製品。«Silvinit»為一個現代化工業園區，包括三個礦山管理部門、礦山建設部門、工業港口、鐵路運輸管理部門、商業和公共餐飲管理部門等，總員工超過一萬人。
«Silvinit»出口各種等級的氯化鉀，也生產食鹽、岩鹽與海鹽；具有生物活性效果的沐浴用品或醫療用品。
●«Mongolrostsvetmet LLC» Совместное предприятие «Монголросцветмет»為俄、蒙雙邊合作的股份有限公司，主要業務為開採、加工螢石；與金礦和鐵礦的開採。
«Mongolrostsvetmet»是在蒙古境內發展領跑的螢石和黃金開採公司，在全國擁有2個礦井、3個露天礦坑和國內規模最大的選礦廠。
●開放式股份有限公司«Evrazruda» ОАО «Евразруда»，營運業務在開採鐵礦石。
●有限公司«Kovdorsluda» ООО «Ковдорслюда»，目前正處於破產狀態，原本營運業務在有色金屬冶煉。
●股份公司«Mechel» ПАО «Мечел»開採煤炭和黑色金屬，以及生產煉焦煤、動力燃煤。
● «Priargunsky Industrial Mining and Chemical Union»公司的營運業務Приаргунское ПГХО是在貝加爾湖地區開發鈾礦和鉬鈾礦床。
●«United Company RUSAL»的營運業務ОК «РУСАЛ»是煉製氧化鋁和鋁土礦，以生產鋁。
●«Nornickel» (until 2016 the brand «Norilsk Nickel») ГМК «Норильский никель»，開採鎳、銅、鈀和其他金屬與有色金屬的冶煉。
● «Siberian-Urals»鋁業公司«Сибирско-Уральская Алюминиевая компания» (ОАО)，生產氧化鋁、原鋁、鋁基合金等。
●閉鎖型股份公司«Sibplaz» ЗАО Холдинг «Сибплаз»，營運業務在於採礦業、化工業、冶金業和建築業。也有研究和科學工作正在進行。

### 國防工業
從冷戰時代開始俄國的武器出口就在世界有一席之地，華沙公約組織和其他第三世界國家大量使用蘇式武器，至今影響力都還存在，2007年約有70億美金出口額，佔製造業20%產值並雇用了300萬以上就業機會，其戰鬥機、運輸機、戰車、輕武器在國際上以價格便宜和功能適中而廣獲好評，適合許多開發中國家的預算。

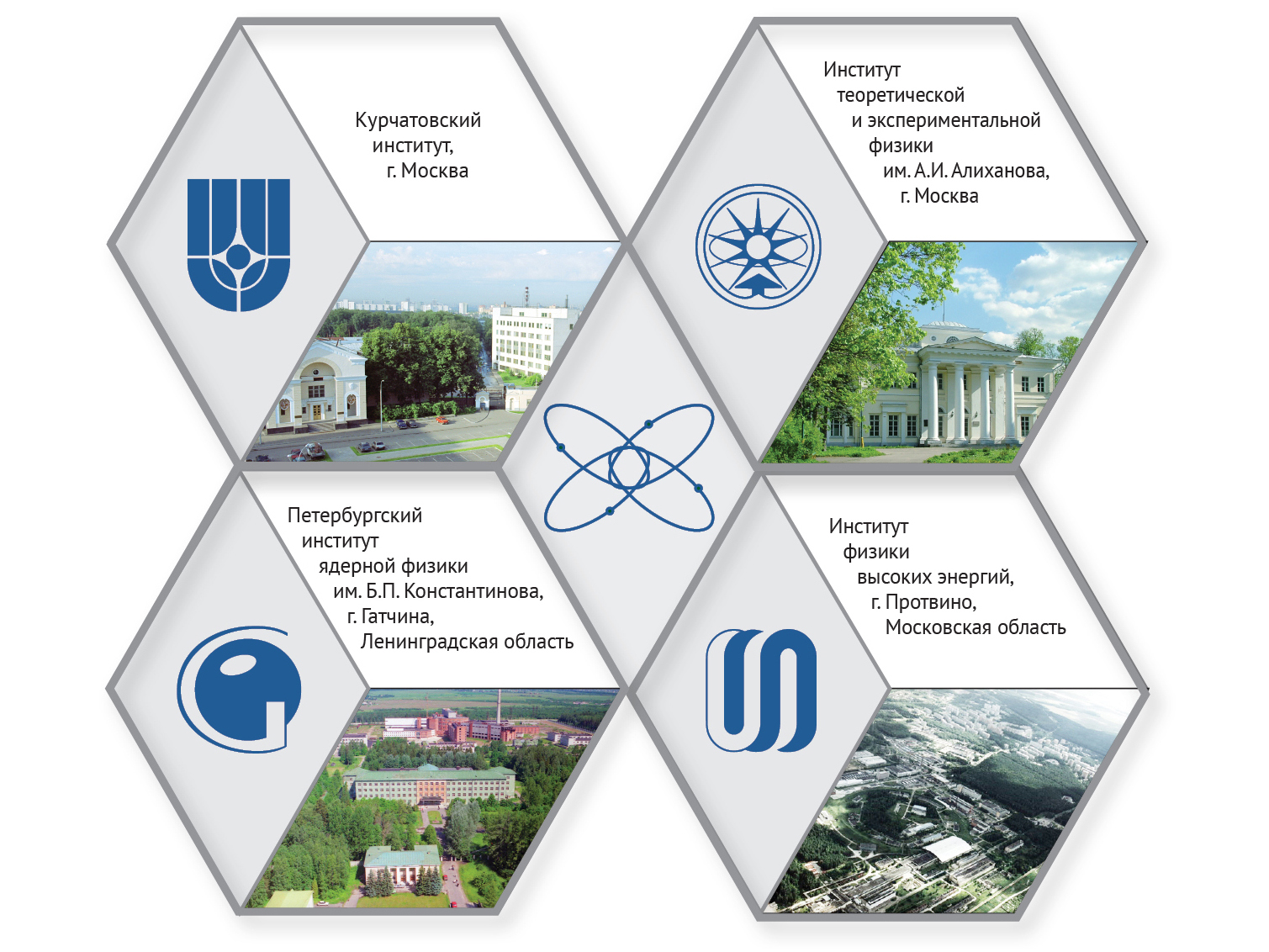
核工業集團

見俄羅斯國防工業條目

### 服務業
2000年後俄羅斯金融業開始崛起，目前已有一千家以上分行在各地，個人存款佔銀行一半以上，多數國民也開始接受信用卡和股市等金融生活方式，銀行資產達年GDP的65%，俄羅斯證交所的股票市值達年GDP的15%，可發展空間依然巨大。
另一服務業亮點是通信產業，已經占GDP2%，約85%的人已經擁有手機，手機上網也達5000萬人。
服務業發展
蘇聯時期，因為和美國進行長期冷戰對峙，所以蘇聯政府積極發展軍工業、國防工業等重工業，相對的，對服務業並不重視，1991年蘇聯解體後，俄羅斯的服務業才日益興盛，但是比起世界上其他的國家，俄羅斯的服務業起步較晚，國內的市場規模也非常小，自從二十世紀八零年代開始，全世界吹起了一股經濟全球化的風潮，世界許多國家的服務業開始迅速發展，解體後的俄羅斯也隨之跟上全球化的腳步，可以明顯地觀察出，俄羅斯的服務業逐年成長，2017年的今天，服務業已成為俄羅斯的第一大產業。
2008年的全球金融危機，讓俄羅斯政府開始正視經濟轉型的重要性，俄羅斯整體經濟結構必須要做全面的改革，因為俄羅斯的出口貿易額長期都是仰賴石油和天然氣等不可再生資源支撐，一旦國際上的油價產生變化，俄羅斯的經濟就會受到極大影響，俄羅斯官方認為：必須要進行經濟轉型，因此，俄羅斯開始進行經濟結構的重整，在服務業方面，俄羅斯也藉由立法積極提升服務業的產值，俄羅斯政府從1993年就開始爭取加入WTO世界貿易組織，為了加入WTO，俄羅斯做了許多犧牲也非常努力的和其他國家進行協商，歷經了18年的努力後，在2012年8月俄羅斯終於正式加入WTO，成為其第156個會員國，加入WTO後，俄羅斯國內各項貿易法規、技術法規與標準、智慧財產權和許多跟服務業有關的法案都需要被修正，為要符合WTO的標準，近年來，俄羅斯致力於經濟轉型，成功的使產業結構改變，服務業的貿易額逐年增加，下表是2010和2015年服務業的貿易額以及前五大類服務業類別所占服務業的份額，從表裡可以清楚的看見短短五年，俄羅斯服務業的貿易額就成長了將近兩倍，成長幅度非常大，也讓世界看到俄羅斯的服務市場潛力。
表1-1 2010和2015年服務業佔GDP之比較
|            | 2010     | 2010     | 2015     | 2015     |
| ---------- | -------- | -------- | -------- | -------- |
|            | 金額     | 比重(％) | 金額     | 比重(％) |
| 名目GDP    | 45,166.0 | 100      | 80,412.0 | 100      |
| 批發和零售 | 7,329.1  | 16.2     | 11,403.0 | 14.18    |
| 通訊       | 3,727.0  | 8.3      | 5,303.0  | 6.59     |
| 金融服務   | 1,760.1  | 3.9      | 3,164.0  | 3.94     |
| 建築       | 2,607.0  | 5.8      | 4,277.0  | 5.32     |
| 房地產     | 4,827.8  | 10.7     | 12,376.0 | 15.39    |

單位:十億盧布 資料來源:俄國聯邦統計署Rosstat
近年來，服務業佔俄羅斯總體GDP的比重日益增加，「2010年服務貿易額達1194億美元，服務業GDP為7551億美元，佔總GDP的59.28%，服務業從業人口佔總就業人口的比重也超過 60%，服務業成為俄羅斯第一大產業」，「2013年俄羅斯服務貿易出口額已達648億美元，排名世界第21名」，跟2001年僅112億美元比起來，12年裡俄羅斯服務業貿易額成長了將近6倍，服務貿易佔俄羅斯整體貿易額的比重也逐年上升，「2005年僅佔15.6％，到了2015年俄羅斯服務業佔俄羅斯總體貿易額已達20.5%，已和世界水準相當」，俄羅斯服務業能夠大幅成長迅速除了實施經濟轉型是一大功勞之外，加入WTO也是其中一個重要原因，但是，俄羅斯服務業貿易長期存在一個隱憂，雖然服務業出口貿易額大量增加，但是「俄羅斯服務業長期以來都是呈現貿易逆差的局面，加入WTO甚至有更加擴大的趨勢」，從下面的表格就可以觀察出長年貿易逆差的情形，從下表數據也可看出2009、2014和2015年俄羅斯的服務貿易進出口額都急劇下降，成長率跟前年相比甚至出現了負成長，2009年主要是受到全球金融危機，2014年以後的負成長則是因為美歐等西方國家對俄羅斯實施經濟制裁，此外，從這個表也可以發現「服務貿易總額和服務貿易逆差之間存在著正相關，意思就是服務貿易總額越高則服務貿易逆差也越大，反之當服務貿易總額下降則服務貿易逆差獲得改善，因此可以說:俄羅斯服務貿易規模的擴大是進口所拉動的，這也反映了俄羅斯以燃料、原料為主的經濟結構和服務業發展滯後的客觀現實」。
表1-2俄羅斯服務貿易進出口額
|          | 2007   | 2008   | 2009   | 2010   | 2011   | 2012   | 2013   | 2014   | 2015   | 2016   |
| 出口     | 43860  | 57136  | 45797  | 49159  | 58039  | 62340  | 70123  | 65744  | 51791  | 50555  |
| 進口     | 60578  | 77555  | 63397  | 75279  | 91495  | 108927 | 128382 | 121022 | 88402  | 74381  |
| 貿易差額 | -16718 | -20420 | -17600 | -26120 | -33456 | -46587 | -58259 | -55278 | -36611 | -23827 |

單位:百萬美元 資料來源:俄羅斯中央銀行

服務業組成結構
俄羅斯服務貿易產業可以分為12大項：
1. 對他人擁有的有形投入進行的製造服務
2. 別處未包含的保養和維修服務
3. 運輸
4. 旅遊
5. 營造
6. 保險和撫恤金服務
7. 金融服務
8. 專利權與商標等使用費
9. 電信、電腦和資訊服務
10. 其他商業服務(研究與發展服務、專業及管理顧問服務、技術和貿易相關服務)
11. 個人、文化和娛樂服務
12. 政府服務
上述這12項服務產業可分為「傳統服務(traditional service)與現代服務(modern service)兩大類，其中，傳統服務包含：運輸服務、旅遊服務、營建服務、個人、文化與休閒服務，現代服務則包含：其他商業服務、專利權與商標等使用費、金融服務、電腦與資訊服務、通訊服務、保險服務、政府服務等」，此外，“傳統服務多為勞力密集（labor-intensive）與資本密集（capital-intensive）產業，而現代服務則多為知識密集（knowledge-intensive）產業”。
俄羅斯服務業出口三大類：第一大類為運輸業、第二名是批發零售產業、第三名則是旅遊業，「這三大類幾乎就佔了俄羅斯服務貿易出口額的7成」，俄羅斯服務業進口三大類：第一大類為旅遊業、第二大為其他商業服務、第三類則是運輸，所以可以觀察到俄羅斯服務業出口項目主要是以傳統貿易為主，現代服務貿易出口額相較起來偏低許多。
以下將分別論述俄羅斯服務業中幾個重要產業，分別是批發零售業、運輸業、金融服務業、旅遊業以及近年來急速發展的通訊業。
- 批發零售業

批發零售業是俄羅斯主要的服務行業，也一直是國內居民就業和收入的重要管道，隨著俄羅斯全面復興，經濟重新步入增長軌道，居民收入水平不斷提高，零售業年銷售額增長率也逐年增加，貿易額也超過服務貿易額20%，帶動了整個服務業的發展，「俄羅斯零售業的主要型態是小型的傳統式零售店鋪和露天市場，人口越多，露天市場在零售業中的比例就越高，但是，露天市場存在著許多問題，例如：許多貿易商不願納稅，更誇張的是，有的貿易商還在露天市場出售假冒商品和未經官方許可的進口商品，莫斯科政府已經採取一些行政干預手段，減少露天市場的數量，並且莫斯科官方支持大力發展現代零售業，因為可以獲得更多的稅收，現代零售業在近幾年快速增長，主要有四種型態：折扣店、超市、大型綜合超市和現購自運，而超市是俄羅斯當前最主要的現代零售業，但是近幾年，超市在現代零售產業所佔的比例逐漸減少，俄羅斯的折扣店，例如：Копейка和дикси等在1998年金融危機後開始迅速發展，到了2008年超市的銷售額增長已經不及折扣店」。
近年來（2012年以後）批發零售業的貿易額逐年下降，漸漸的被運輸業所超越，國內批發零售的市場越來越小，在服務業中佔的比例大不如前，2012年加入WTO後，俄羅斯政府也積極改善批發零售業的投資環境，甚至修改相關法令：「允許100％的外資企業自俄羅斯入會後，從事批發、零售和經銷等服務」，希望此舉可以解決批發零售業停滯不前的困境。
- 運輸業

運輸業對俄羅斯來說非常重要，也佔俄羅斯服務業貿易額很大的比重，運輸業包含很多面向，有陸路、水陸、航空運輸、鐵路運輸和管道運輸等等，鐵路運輸在俄羅斯的運輸業佔了主導地位，50%的大宗貨物要靠鐵路運輸，貨運量高居世界第二位，此外，管道運輸是一種特殊的專業化運輸方式，作為能源大國的俄羅斯，一半以上的天然氣、石油和石油產品是通過管道進行運輸的，因此運輸業的產值逐年上升，現今已成為俄羅斯服務業貿易的第一大出口類別，俄國加入WTO後，「承諾開放海運和公路運輸服務領域，包括貨運和客運在內，並承諾取消海運和公路運輸的歧視政策，此外，對於空運和鐵路領域，不開放外商從事貨物裝卸、貨運及倉儲等服務」。
- 金融服務業

俄羅斯的金融產業比起其他國家相對來說起步比較晚，所以俄羅斯的金融業仍屬相當年輕的產業，經過多年的努力，俄羅斯目前已經建立起比較完整的金融體系，主要分為銀行、證券、保險三大系統，俄羅斯實行二級銀行體制，中央銀行擁有管理的職權，負責制定貨幣政策，商業銀行則是可以實行獨立的經濟核算，從事借貸業務等等，俄國的證券市場特色之一就是具有高收益的性質，但是，同時也擁有高風險性與高投機性，所以普遍認為俄國的證卷市場處於一個不太穩定的狀況，1998 年俄羅斯發生的金融危機也是由證券市場引起的，可見俄羅斯的金融市場並不穩定，對於國際金融依存度很高，抵御風險的能力有待加強，所以，從上述可知，俄羅斯金融業的發展跟其他服務產業比起來相對落後，比重在服務業產值中佔不到 6%，近年來，俄羅斯開始想要改善金融業市場，跟隨國際的脈動，讓俄羅斯不要被排擠在全球化的大門外，俄國加入WTO後，在保險服務領域，「1.俄羅斯入會9年後外國保險公司方可以在俄羅斯建立分公司，但這些分公司不能參與從事政府採購之保險業務和強制保險（汽車責任險除外），2.若外資保險公司的資產在俄羅斯保險業資產總值中的比例達％，將不再允許增加新的外資分公司，3.法定資產中外資持股比例超過49％之子公司，將不予核發國家採購之保險證照。在銀行、證券服務領域上，1.銀行服務之商業呈現形式，必須是俄羅斯法人及外商銀行代表處，不同意設立分行，但允許外商銀行設立子公司，2.只有俄羅斯法人可以參與證卷市場的清算，3.單個銀行機構不設定外資股權上限，但外資參股在整體俄羅斯銀行體系中須被限制在50％以內」，從上述法規可以看出，俄羅斯在加入WTO後，對國內的金融服務業還是相當保護，或許是因為上述提過，俄羅斯國內金融產業在近幾年才開始發展，政府為了不要讓金融業在加入WTO後受到過大的衝擊，因此對金融業採行比較保護的措施。
- 旅遊業

旅遊業為俄羅斯新興經濟部門，近年來隨著經濟狀況的好轉，旅遊服務業的規模也在不斷擴大，2008 年過境人數達2368萬人，國際旅遊收入 158 億美元，旅遊收入佔總出口的3%，但是和一些已開發國家相比，俄羅斯的旅遊收入數字還是偏低。國內主要旅遊地點包括莫斯科、聖彼得堡市、貝加爾湖，加里寧格勒，許多旅行社都會安排這些地方的邊境游，或是列寧格勒州、普斯科夫州的特色游等等，但是俄羅斯旅遊服務的品質仍須極大的改進，旅遊業者必須要有能力可以規劃一個完善的行程，並且提出替代方案，最重要的是要保證旅客的安全，因為許多旅遊業者沒有經過政府合法的登記，這樣很可能會威脅到旅客的安全，可能因此讓許多想要來俄羅斯的遊客感到卻步，再加上俄羅斯經濟形勢的頻繁波動，上述的原因都不利於旅遊行業的持續發展，俄國加入WTO後，「承諾會開放外國公司以法人形式進入旅館和餐廳服務、旅行社及旅遊服務及導覽服務領域，在旅行社及旅遊服務領域，外國公司需在其母國有5年之經驗，且針對提供出入境旅遊服務的外資公司，入會7年內有49％之股權限制，此外，自然人導遊必須為俄羅斯公民」。如果俄羅斯未來想要在旅遊業中獲得更高的收益的話，政府必須嚴格執法改善國內旅遊環境，才會吸引更多的觀光客前來俄國旅遊，讓世界上更多的人能夠認識俄國這個神祕的國度。
- 通訊業

目前，通訊業的發展已成為俄羅斯各行業發展中最為人關注的問題之一，網際網路的時代已經蓬勃發展，現代人的日常生活已經不能沒有網際網路，俄國許多業者開始注意到此現象將會帶來商機，因此他們開始從事通訊業的生意，俄羅斯電話線路長達 44958 公里，2012年網路使用戶達到6147萬人，佔總人數的43%，通訊產業佔GDP總量的7%，而世界平均水平大約為9%，可以看出俄羅斯的通訊產業仍然比較落後，再加上克里姆林宮當局對通訊產業的管制比較嚴格，通訊行業運營商必須持有許可證才得以經營，2005年俄政府將通訊領域中的20個許可證縮減為只剩5個，政府這樣的管制不僅讓國內通訊業者發展受到阻礙，也讓國外通訊商進入俄國市場比較困難，而且俄羅斯當局還規定外資電信企業持有俄國企業股權比例不得超過49％，但是，在未來網際網路無國界發展之下，俄羅斯必定也無法避免受到資訊時代的影響，再加上俄國加入WTO後，俄羅斯對通訊業做了一些承諾：「在電信服務領域，俄羅斯同意開放的部門相當全面，且同意在入會4年內取消49％股權比例限制，俄國也同意實施WTO的《基本電信協議》(Basic Telecom Services Commitments)」，如果未來俄羅斯當局持續開放俄國的通訊市場的話，通訊業可以說是俄羅斯服務業的潛力股。。

俄羅斯服務貿易夥伴
俄羅斯主要的服務貿易地區是歐盟，佔了服務貿易額的40％，再來是亞太經合組織國家，佔了俄羅斯服務貿易額的12％，2015年俄羅斯的前10大服務貿易出口國分別是英國、瑞士、美國、德國、哈薩克、賽普勒斯、土耳其、烏克蘭和中國，這10個國家佔了服務業出口貿易額幾乎一半，而前10大服務貿易進口國則分別是土耳其、德國、英國、美國、賽普勒斯、法國、埃及、愛爾蘭、瑞士及荷蘭，這10個國家佔了俄羅斯服務業進口額也是接近一半，俄羅斯從最大之貿易夥伴土耳其進口最大項目是旅遊，出口至土耳其最大項目則是營造，從德國進口最大項目也是旅遊，出口至德國最大項目則是其他商業服務。。

與俄羅斯服務業相關的論壇以及組織
在俄羅斯發展服務業的道路上，除了自身進行經濟改革之外，和國際經濟體系的合作也是推動服務業發展的一大助力，以下將列出3個俄羅斯參與甚至主導的組織及論壇
一、 APEC
1998年俄羅斯加入APEC，這個跨地區經濟合作論壇包括亞太地區內的34個經濟體，此論壇和WTO目的一樣，都是為了市場能夠自由化和擁有安全的貿易環境而努力，但是他與WTO不一樣的地方在於，此論壇的成員國之間並無條約義務，也不會建立任何的法規來約束成員國。
二、 歐亞經濟聯盟
在2015年1月1日正式創立，此聯盟是俄羅斯主導的區域貿易協定，參與國包括俄羅斯、白俄羅斯、哈薩克、吉爾吉斯和亞馬尼亞，這五國都有一個共同點就是他們都是前蘇聯國家，此聯盟的目標是在2025年前實現區域內商品、服務、資本和勞動力的自由流動
三、 上海合作組織
在2001年正式成立，2017年已有8個會員國，分別是俄羅斯、中國、哈薩克、烏茲別克、吉爾吉斯、塔吉克、巴基斯坦和印度，此組織的目的為要解決蘇聯解體後各國之間的邊境問題，但近年來，此組織的方向有所改變，2003年開始積極推動各區域之間的貿易合作，並在上合組織第十四次總理會議上提出加強交通領域多邊合作、提升商品和服務貿易規模與品質、建立良好投資環境與展開產能合作等等議題。，因此，2017年的現在上合組織的共同努力方向以促進經貿合作為主。
俄羅斯官方對服務貿易之態度
俄羅斯的產經政策主要以2008年普京所提出的《俄羅斯2020年前經濟社會長期發展戰略》為主，將重點放在創新經濟的布局，並未針對「發展服務貿易」發布相關法令及政策，而是在推展經濟結構的現代化下，再對不同的產業（包含服務產業）提出改革政策，從這邊可以發現，俄羅斯官方對於服務業的發展仍不夠重視，根據2014年OECD觀察全球42個國家的22個服務種類類所發布的服務貿易限制指數（Service Trade Restructiveness Index,STRI），可以從中觀察出俄羅斯官方對服務貿易的限制顯然高於許多國家，政府在服務業中的許多方面有多重的限制，但是俄羅斯在2012年加入WTO，也承諾將會陸續解除對特定產業的貿易限制，例如在4年內取消電信服務之49％股權比例限制，所以未來俄羅斯的STRI指數應該會逐年降低，俄羅斯的服務貿易也會有更好的發展空間。
俄羅斯服務業未來展望
站在客觀的角度觀察俄羅斯的服務業，將會發現，俄羅斯整體服務貿易的國際競爭力相對比較弱，其中比較具有競爭力優勢的項目大部分都是勞動或資本密集型的傳統服務貿易項目，如運輸及零售業等，而知識密集型之現代服務貿易項目如金融、保險、電信、電腦和資訊服務等的競爭力則相對弱勢，但是俄羅斯也有其優勢，例如：蘊含的天然資源豐富、擁有廣大地土可開發、人力資源價格低但品質很高以及市場潛力大....等，如果俄羅斯想要擺脫過度依賴能源的經濟結構，並致力於提升其在國際市場上的服務貿易競爭力，可以採用以下三個方法—深化體制改革、改善服務貿易的出口結構以及增加俄羅斯服務貿易自由化並吸引外資投入，政府的立法還有健全的法律規範都非常重要，因為除了能夠保障服務業能順利發展之外，還可以吸引更多國外廠商投資，如果未來俄羅斯政府能夠實踐上述方法，俄羅斯的服務業前途將會無可限量。

### 資訊業
網際網路與平台發展
儘管俄羅斯網路滲透率相較大部份歐洲國家落後，然而近年來其網路滲透率迅速成長。於2010年網路滲透率僅37%，2015年已達70%，擁有8400萬十六歲以上人口使用網際網路，一年內增加了400萬人口，可見俄羅斯人使用網路的習慣越來越普及。
隨著行動裝置的普及，越來越多俄羅斯人使用行動裝置上網，將近19%俄羅斯人僅使用手機上網，而有52%的俄羅斯人使用電腦與手機上網，使用電腦上網佔29%，顯示出電腦仍為俄羅斯人最常用來上網的工具，但相較桌上型電腦，手機較為方便攜帶，因此越來越多俄羅斯人使用智慧型手機。P29
俄羅斯擁有5000萬人口使用手機上網，為俄羅斯成年人口的42%。由於97%的16~29歲的青少年很早就開始使用網路，因此俄羅斯的網路使用成長率增加的原因主要來自30歲以上的人口。其中位居中央聯邦區的首都莫斯科，為該國網際網路使用者最多的城市。
俄羅斯網路與社群媒體文化與西方市場不盡相同，自1997年俄羅斯最大的搜尋引擎為Yandex，其次為於2006年進入俄羅斯的Google，隨後是Mail.ru，但仍以Yandex市佔率最高，50.93%，其次為Google，佔40.11%。所有類型網站當中，俄羅斯受到普遍瀏覽的網站為Vk.com，其次依序為Google.ru、Yandex.ru、Youtube.com、Odnoklassniki.ru，當中Vk.com、Youtube.com、Odnoklassniki.ru為社群媒體。表示俄羅斯人上網的主要目的為使用社群平台。

社群網站
俄羅斯91%的使用者每天使用社群網站。
俄羅斯前五大社群網站為VK, Odnoklassniki, Facebook, YouTube, Twitter。
而Yandex為獨聯體和東歐市佔率最高的收尋引擎公司之一，卡巴斯基防毒軟體為世界知名的防毒公司，VK為俄羅斯和東歐最大的社群網站。2014年1月統計VKontakte註冊使用者至少有2.39億。
- VKontakte

VKontakte成立於2007年1月，總部位於聖彼得堡，為俄羅斯版的Facebook，是目前俄羅斯最受歡迎的社群網站，使用者為俄語區國家佔大多數。截至2017年1月，VK擁有至少4.1億個帳戶。VK在Alexa全球500強網站中排名15（截至2017年9月）。根據SimilarWeb，VK是全球第六大熱門網站。截至2016年10月，VK還被列為白俄羅斯，烏克蘭和哈薩克斯坦最受歡迎的社交網站。
與Facebook功能相似，在VK可以發布貼文，內容可以為文字、圖片或照片、網站連結、影片，而社群專頁成員可以透過按讚、留言、分享與這些貼文內容互動。
- Odnoklassniki

Odnoklassniki創立於2006年，該網站目前擁有超過2億的註冊用戶和每天4500萬獨立訪問者。用戶必須至少7歲才能開戶。Odnoklassniki的初衷主要是讓使用者能聯繫以前的同學。該網站的使用者多為二十至四十歲。目前Odnoklassniki的Alexa網路流量排名全球第56位，俄羅斯第7位。2012年，Venture Village將該網站列為“俄羅斯網路十大世界品牌”之一。

搜尋引擎
- Mail.ru Group

Mail.ru建立於1998年以電子郵件起家，Mail.Ru的網站每月大約有86％的俄羅斯網路用戶，根據瀏覽的總頁數，該公司為最大的網路公司前5名。Mail.Ru控制並運營著三個最大和最受歡迎的俄羅斯社群網站VKontakte、Odnoklassniki和Moi Mir。除此之外，它還經營兩個即時通訊軟體（Mail.Ru代理和ICQ），一個電子郵件服務和網路Mail.ru，以及一些線上遊戲。
- Yandex

Yandex（俄語：Яндекс）建立於1997年，專門從事與網路相關的服務和產品，是俄羅斯最大的科技公司。Yandex是俄羅斯最大的搜索引擎，在該國擁有約65％的市場份額。它還開發了一些基於網路的服務和產品。根據Comscore.com提供的信息，截至2012年4月，Yandex在全球搜索引擎排名第四，每天搜索量超過1.5億次，截至2013年2月，每天訪問量超過5050萬（所有公司服務）。公司的使命是為用戶提供或考慮的任何問題提供答案。
Yandex.ru主頁被評為俄羅斯最受歡迎的網站。該網站還在白俄羅斯，哈薩克和土耳其運營。Yandex在哈薩克也有很大的影響力，直到2017年5月，烏克蘭在這些市場中提供了近三分之一的搜索結果，在白俄羅斯的搜索結果中有43％。
Yandex在2012年在瑞士盧塞恩為歐洲廣告客戶開設獨立國協國家以外的第一個銷售辦事處，2015年在中國上海的第二個銷售辦事處為從事俄語市場工作的中國公司提供服務。Yandex Labs是位於舊金山灣區的Yandex的全資子公司。在2014年，Yandex宣布計劃在德國柏林開設研發辦事處。
自2009年以來，Yandex已經基本上處於俄羅斯政府的控制之下，其運營已經受到政府利益的支配—例如，俄羅斯網路最大的電子支付服務商Yandex Money已經被用來透過凍結政治人物的帳戶。

電信業
俄羅斯前四大電信業者分別為MTS、Megafon、PJSC VimpelCom (Beeline)以及TELE2(Rostelecom)。
- MTS

MTS（英文：Mobile TeleSystems, 俄文：Мобильные ТелеСистемы）
MTS創立於1993年，由莫斯科城市電話網絡（MGTS）、德國電信（DeTeMobil）、西門子（Siemens）和其他幾個企業所成立的一家封閉式股份公司。目前為俄羅斯以及獨立國協地區最大的網路及電信業者。2016年1月，MTS和Yandex推出了合作項目 – 以Yandex.Music為技術服務的串流媒體「MTS Music」。
MTS在通訊市場上提供了先進的服務，其中包含網購，支付公共交通費用，購買演唱會和電影票，管理自己的財務狀況等。
- Megafon

MegaFon是一家綜合數位通訊公司，前身為North-West GSM，在2002年改名為MegaFon。該公司及其子公司在俄羅斯所有地區、阿布哈茲共和國、南奧塞梯和塔吉克斯坦提供服務。截至2016年底，總戶數超過7740萬人。
該公司的股票從2012年起在莫斯科和倫敦證券交易所上市，2014年6月，MegaFon證券被列入莫斯科證券交易所的最高開價。MegaFon是俄羅斯電信業和俄羅斯信用評級最高的公司之一。
MegaFon的主要股東是USM Holdings Limited（約56.32％）和Telia Company Group（約18.96％）的公司。其餘股份屬於本公司100％的子公司（3.92％，其中USM Holdings Limited有權在2017年前購買2.5％）;在公開市場上流通的股份約佔股份總數的20.8％。
- PJSC VimpelCom (Beeline)

PJSC VimpelCom為VimpelCom的子公司，該公司於2017年改名為Veon，其總部位於阿姆斯特丹。主要在亞洲、非洲和歐洲地區運營服務。目前有2.14億的客戶。公司大部分的收入來自俄羅斯（39％）和義大利（31％）。
VEON旗下品牌包括Beeline、Kyivstar、Wind Tre、Djezzy、Jazz Pakistan、Banglalink等。其中Beeline在1993年底開發，旨在將公司區分為年輕而有趣的公司，而不是技術公司。這個名字來自英文「直線」，意思是兩點之間最直接的方式。VimpelCom在2005年重新推出了Beeline特有的黑色和黃色條紋標誌，並將品牌與亮度、友善、高效、簡潔和積極情感相結合。用新的口號“Живи на яркой стороне”（住在光明的一面）。品牌重塑大受好評，擄獲人心。
- Tele2

Tele2（俄語：Tele2 Россия）是一家俄羅斯電信公司，2001年由瑞典Tele2建立，總部位於莫斯科，提供俄羅斯聯邦2300萬用戶的手機服務。自2013年4月以來俄羅斯Tele2獨立，該公司與瑞典Tele2沒有更多的關係。Tele2於2013年開始與俄羅斯長途電話服務商Rostelecom建立合資企業。

俄羅斯消費性電子產品市場
俄羅斯個人電腦以及網路使用率低於歐洲，數位技術的部份也有很大的城鄉差距，只有10％的城市符合俄羅斯聯邦立法數位化水平的要求。2016年，俄羅斯使用寬頻網路的公民比率為18.77%，每一百人中有159.95支手機，100人當中有71.29人使用手機上網，俄羅斯網絡的平均速度也增長了29％。截至2017年年初，俄羅斯商業中心的儲存量和處理能力上升至145億盧布，比2016年多11％。此外，雲端服務正逐年穩定成長，每年約成長40%。不過，在資訊安全的部分，有三分之二的企業認為網路犯罪在三年之內增長了75%，提高資訊安全的防護措施為俄羅斯企業的當務之急。
筆記型電腦市場
俄羅斯基礎技術優良，但多數應用在軍事、航太等重工業，因此大多從國外進口消費性資訊產品，其中台灣華碩與宏碁的筆記型電腦在俄羅斯市場市佔率為前五大。
智慧型手機
2015年俄羅斯智慧型手機前五大品牌分別為三星、蘋果、華為、小米、聯想，市佔率分別是24%、14%、8%、6%、6%。但在2016年由於對智慧型手機需求增加，智慧型手機廠商為了在激烈的競爭環境搭配方案的價格。2014年搭配4G網路的手機平均為美金500元，2016年平均為美金189元。為了搶攻智慧型手機市場，印度消費性電子公司Micromax將4G手機費用降低至84美元，使其市占率僅落後於Samsung與Lenovo。

俄羅斯IT產業在全球的發展
俄羅斯IT軟體出口
俄羅斯IT影體項目主要透過亞洲國家進口，而在軟體項目相對有好的發展。其產品主要出口至美國、德國、斯堪地那維亞，中東歐也是重要的市場。俄羅斯IT解決方案的需求在亞洲也不斷成長，主要需求是來自於中國，而且在南美、澳洲和中東地區也在增長，國際消費者主要對資訊安全的軟體感興趣。這些軟體同時也針對不同公司的需求來開發。根據Russoft估計，目前俄羅斯IT出口商約有數百間，其中最大的有卡巴斯基實驗室、Luxoft、Parallels、ABBYY、Acronis、CBOSS、Cognitive Technologies、Prognos、SKB Kontur、Veeam，以及Spirit。中型規模出口商包含ataArt、Diasoft、Dr. Web、EPAM Systems、Prognoz、Positive Technologies，以及RTSoft。最後，小型俄羅斯軟體出口商包括Arcadia、Ascon、Auriga、Galactica、Group-IB、Info Watch、Naumen、Paragon，以及Kibernika。

俄羅斯IT出口量在2016年超過70億美元，幾乎是八年前的三倍。俄羅斯新創公司瞄準亞洲和拉丁美洲，逐漸離開歐美等成熟市場。以下列舉幾間俄羅斯著名的IT公司。

Spirit是全球最大視訊語音IP引擎代工生產商，其客戶主要有Skype、Viber、Apple、三星、Microsoft、Huawei等，是俄羅斯眾多的IT公司中外銷最成功的案例。根據Russoft，在過去七年中，俄羅斯軟體出口額從2009年的27億美元增加到2016年的76億美元，增長了三倍。相比之下，俄羅斯最賺錢的武器出口額約為150億美元。在全球有超過60％的智慧型手機使用，包括蘋果的iPhone和三星的Galaxy。其他客戶包括Skype和Viber，以及全球最大的電信運營商 - AT＆T，中國移動和韓國電信。
Parallels Inc.是跨平台解決方案的全球領導者，讓客戶輕鬆地在任何裝置或作業系統上，使用和存取所需的應用程式和檔案並協助企業和個人以安全及高生產力的方式使用最愛的裝置和慣用的技術，包括 Windows®、Mac®、iOS, AndroidTM、Chromebook、Windows Phone、Linux、Raspberry Pi 或 Cloud 等等。Parallels 解決方案能流暢地傳遞虛擬桌面及應用程式至任何裝置、在 Mac 上執行 Windows、以 Microsoft SCCM 進行 Mac 管理，以及從任何裝置遠端存取 PC 和 Mac 電腦。
Parallels副總裁Nikolai Dobrovolsky曾表示，該公司的解決方案出口到60多個國家，其中45％來自北美，40％來自歐盟，10％來自亞洲（主要是日本）。世界上約有500萬人使用Parallels Desktop的Mac解決方案。Nikolai Dobrovolsky說：「2014年盧布的貶值給了俄羅斯軟體公司在國際市場上寶貴的機會。「今天在俄羅斯創造軟體是可獲利的，就價格而言，我們與印度和中國競爭，但我們在程序編制上一直視有優勢。當今，創始國對用戶來說並不重要，重要的是要製造出一個符合用戶需求的產品。」
以Cybrus品牌出口IT安全解決方案的Kibernika也在擴大銷售。目前在馬來西亞，越南和泰國都有據點。Kibernika總經理Andrei Oschepkov說「亞洲市場潛力巨大，我們計劃在未來幾年發展這個方向。」

俄羅斯IT出口的障礙：駭客與制裁
俄羅斯IT產業的高水準有助於開發全球市場所需的創新產品。然而，緊張的地緣局勢一直是俄羅斯軟體出口發展的障礙。
CUSTIS公司業務發展總監Maxim Mikhalev表示俄羅斯的不利形象阻礙了俄羅斯IT出口。俄羅斯駭客襲擊事件、政治的操弄和經濟製裁，這一切使俄羅斯當地IT出口商不得不重新評估傳統俄羅斯出口的市場，如美國和歐洲，甚至也開始考慮到亞洲、拉丁美洲和其他地區的國家。
語音識別技術開發商ABBYY在杜拜設立了辦事處，並計劃擴大對中東的出口。製造安全系統的InfoWatch開始滲透到拉丁美洲的市場，如哥倫比亞和秘魯。Terrasoft集團專門從事營銷管理平台的開發，在新加坡和澳大利亞設有代表處。

表1、俄羅斯歷年軟體出口總額
| 年份 | 2006 | 2007 | 2008 | 2009 | 2010 | 2011 | 2012 | 2013 | 2014 | 2015 | 2016 |
| 金額 | 1.4  | 2.1  | 2.6  | 2.7  | 3.3  | 4    | 4.4  | 5.6  | 6    | 6.7  | 7.6  |

單位：十億美元
資料來源：Russoft

俄羅斯IT產業在亞洲
俄羅斯在IT產業與亞洲國家具有互補性。為了提高俄羅斯IT公司在亞太地區的競爭力，俄羅斯需要提高國家對科技部門的支持水準。同時，為了全面實現東方的樞紐並成為該地區重要經濟一體化進程的一部分，俄羅斯需要多樣化的伙伴關係，以及增加其出口品種。亞洲的IT市場正在穩步增長，並且具有較高的創新能力和接受能力。2010年金融危機之後，經濟增長速度放緩。不過，它絕對繼續增長。儘管俄羅斯創投公司的需求相對較小，IT也是俄羅斯公司進入亞洲市場的成功切入點和進一步推廣的典範。這些公司產品的需求很可能會繼續上升，從長遠來看，IT可能成為俄羅斯進入亞太地區的窗口。
首先，ICT的推廣是俄羅斯政策的重點領域之一，這是2014 - 2020年俄羅斯IT領域發展戰略的重要內容。俄羅斯IT出口商獲得國家財政和保險的支持，俄羅斯通訊部宣布將會有額外的獎勵措施，如系統軟體開發費用的補貼、IT公司的債務融資優惠，包括舉辦展覽、會議和其他活動的產品促銷部分費用的融資。其次，亞洲國家IT相對較低的員工能力提供了諮詢服務的需求，俄羅斯有很好的機會贏得這個市場。第三，亞洲軟體開發商往往不能解決現有的網絡威脅。根據Akamai Technologies公司的數據，在中國發生的所有駭客攻擊中，有43％針對私人用戶和商業結構。而且，在過去的五年中，APT30網絡間諜組織的活躍度也在不斷提高，主要針對亞太地區的主要國家。美國網絡安全公司FireEye的專家指出，自2011年以來，已有100多個個人和組織成為網絡攻擊的受害者，其中70％居住在印度。因此，無法及時解決新的網絡安全挑戰增加了對俄羅斯IT公司產品的需求。
有幾個值得一提的俄羅斯IT公司和新創公司在亞州地區有良好的發展，如下所述：

Infowatch
Infowatch是軟體產品和整體解決方案的開發商，以確保組織的信息安全，並幫助他們應對外部和內部安全威脅。其主要客戶在印度，印尼，馬來西亞和越南。客戶名單包括一家馬來西亞銀行（Persatuan）和一家印尼泵設備生產商（KSB Group）。 Infowatch與馬來西亞的國有和私營公司聯合推出了幾個試點項目。他也是印尼政府網絡安全的顧問之一。
SPB電視
SPB TV是為IP TV，OTT和移動TV電視技術提供現成解決方案的世界領先企業，也是為不同設備提供視頻內容廣播的領先企業。2005年該公司在泰國開設了辦事處。2013年，公司在新加坡註冊。東南亞最大的交易是為新加坡電信運營商StarHub推出移動電視。
CDNVideo
CDNVideo是Skolkovo新創園區的企業，是俄羅斯領先的服務運營商，它將內容從最近的地理位置分發到最終用戶，並確保內容的快速響應和下載時間。它的據點遍布全球，包括在新加坡，在馬來西亞和印尼銷售服務。
Parallels
Parallels是一家私人公司，也是跨平台解決方案的全球領導者，使客戶能夠輕鬆使用和訪問他們在任何設備或操作系統上所需的應用程序和文件。它在新加坡和印尼設有地區辦事處。
GS集團
GS集團是數位電視加工硬體生產商，也是俄羅斯最大的電視機上盒開發商和生產商。在2012年，該公司推出了柬埔寨ONE TV的第一個全國收費數位廣播電視運營商。該項目已成為世界上第一個實施國家電視數位化方案的成功模式之一，由國際電信聯盟和俄羅斯直接參與監督。目前GS集團正在考慮在印尼和緬甸開展類似的項目。
LifePay
LifePay是俄羅斯最大的行動支付企業之一。該公司在越南、印尼和泰國購買移動收購服務iBoxPro後，在東南亞市場擁有強大的地位。作為交易的結果，Life Pay和iBoxPro整合到總部位於新加坡的LifePay Global公司。
Ruvento
Ruvento是一個專門投資創新高科技產品的公司。該公司在東南亞的主要合作夥伴是新加坡。其主要目標是支持想要擴大到亞洲市場的創業公司。
BaseRide Technologies
BaseRide Technologies是汽車車隊工作的雲服務開發商。2014年在新加坡開設公司。
卡巴斯基實驗室 Kaspersky Labs
俄羅斯IT行業的龍頭是卡巴斯基實驗室，一家生產防病毒軟體的全球性網絡安全公司。公司在東亞和東南亞市場（中國，日本，韓國，印度尼西亞，泰國，菲律賓，印度，越南，馬來西亞和台灣）的大部分地區設有辦事處。目前亞太地區占公司收入的6.2％左右，該地區一直在公司的擴張計劃中佔有重要的地位。2008年，卡巴斯基開設了第一個位於馬來西亞雪蘭莪的東南亞辦事處。區域辦事處作為馬來西亞、新加坡、印度尼西亞、越南、泰國和菲律賓IT產業的總部，提供網路客戶全面的支持，為了管理業務和擴展服務，並加強俄羅斯產品進入亞太市場的推廣，卡巴斯基推出了專門網站Kasperskyasia.com，該網站允許當地用戶以最便利的方式獲得有關產品和地區營銷活動的訊息。因此，這些國家東亞和東南亞正在成為俄羅斯創投和IT公司的中心。這有助於加強俄羅斯在生產、流通和技術鏈上的整合。因此，為了提高俄羅斯企業在亞太市場的競爭力，吸引來自該地區各國的創投，俄羅斯需要提高國家在幾個方面的支持。

未來出口發展目標
首先，「軟體設備」的發展需要更多的支持。這意味著提高將高科技產品推向市場的資金的生產力; 打造國民品牌，協助開發自主創新的IT生產線，包括當地IT人力資源; 以俄羅斯領先的研究型大學為基礎建立研究和發展聚落; 增加對研究型大學贈款活動的支持; 加強公私伙伴關係（國家與企業之間）。其次，俄羅斯需要加強「硬體設備」，包括建立科學園區、IT產業聚落和企業孵化器。這些擁有先進技術發展基礎的地區，有可能成為推出高新技術產品的地方。

俄羅斯資訊產業政策
「2030資訊社會發展策略」
俄羅斯總統普京在2016年批准了最新的法案，並於2017年5月頒「2017~2030資訊社會發展策略」命令，取代了2008年的版本，旨在促進俄羅斯資訊科技的發展，並將「網路」與「經濟」串聯在一起。其中IT項目是由總統普京直接推行，而數位經濟的部份是由總理梅德韋傑夫負責。這次的命令主要針對新一代電子網路、有效處理大量電子數據、人工智慧（AI）、金融體系的電子辨識、雲端計算、後工業網路、機器人與生物科技以及資訊安全。除了加強保護網路及資訊的安全系統外，同時也鼓勵國內製造商生產取代與國外相似的IT設備、軟體以及電子零組件來解決俄羅斯荷蘭病的問題。
其中策略的主要目標與優先條件有：
1.在俄羅斯創造一個知識社會
2.旨在幫助確保以下國家利益
A.發展人的潛力
B.確保公民和國家的安全
C.增加俄羅斯在全球人道主義和文化領域的作用
D.發展公民和國家機構自由、穩定和安全的互動
E.提高公共行政的有效性、經濟和社會領域的發展
F.數位經濟的形成
3.確保資訊社會發展的利益是通過以下來實現的
A.與之形成一個信息空間公民和社會在獲得質量和服務方面的需求可靠的信息
B.發展資訊和通訊基礎設施
C.確保俄羅斯資訊的創建和應用通訊技術競爭力為國際級
D.為了經濟發展和社會發展新的技術基礎
E.在數位經濟領域保障國家利益。
4.創建一個公民能夠獲得有品質、可信的的資訊社會
5.國家創造知識和獲取空間的形成條件，改善知識傳播機制以及在個人、社會和國家利益實踐中的應用。
「2030資訊社會發展策略」指出，2016年俄羅斯網路活躍用戶總數超過8000萬人。同時，該文件也顯示了俄羅斯在網絡和資訊領域面對外部挑戰的脆弱性，指出了全球領先企業與俄羅斯在IT領域的「現有差距」。為了克服這個問題，新批准的策略在2017年和2030年之間實施以下措施（TASS, 2017）：
1.加強加密機制與各聯邦機構間的溝通協調
2.使用國內生產的相似產品取代國外IT設備、軟體和電子零組件
3.使用俄羅斯國內的應用程式和電信軟體來保護國內資訊基礎設施基礎設施
4.提升國內通訊網絡的有效性，意旨建立「俄羅斯電子網格集中監控管理系統」來完善大眾傳媒活動的立法管理機制

俄羅斯資訊產業未來趨勢—AI人工智慧
普京在2017年9月指出「人工智慧是未來的趨勢，不僅是對俄羅斯，也是全人類的未來。誰成為這個領域的領導者，將成為世界的統治者。」但是，儘管普京的雄心勃勃的，但是美國和中國都擁有比俄羅斯更大、更複雜、更快速發展的數位科技產業。
不過，俄羅斯有可能成為人工智慧武器的領導者，以實現其大國戰略，即結束美國在國際體系中的霸權，重建俄羅斯對前蘇聯地區的影響力。雖然俄羅斯從來不是網路技術的領導者，但是該國已經建立了一支龐大而有能力的網絡駭客。
過去五年來，俄羅斯一直積極投資新的軍事機器人和無人駕駛系統，並在俄羅斯在烏克蘭和敘利亞的衝突中測試。當今俄羅斯的軍事機器人和無人機是遠端操作的，但是未來俄羅斯計劃推出「智能機器人復合體」，意思是由AI系統驅動軍事機器人，可以在不需要操作人員的情況下進行戰鬥和殺戮。事實上，俄羅斯軍事工業委員會已經批准了一個激進的計劃，到2030年，俄羅斯將擁有30％的戰鬥力，完全由遙控和人工智慧控制的機器人平台組成。在戰場外，俄羅斯希望利用人工智慧來加強其間諜活動和政治宣傳。俄羅斯情報機構已經僱用了數千名日夜工作的員工製作假新聞文章和社交媒體。在社交媒體上假裝成真人的數以百萬計的「機器人」推動了這些在俄羅斯和國外的宣傳。在牛津研究所計算宣傳研究項目的研究人員發現，近一半的評論俄羅斯政治的推特帳戶都是機器人。
根據美國前聯邦調查局特工Clint Watts的國會證詞，俄羅斯的機器人已經證明能夠驅使美國媒體報導假新聞並影響美國公司股票價格。俄羅斯用只有原始數位自動化的機器人就達到這一點。華盛頓大學的研究人員已經展示了AI技術能夠以任何人的聲音和外觀生成真的影片和聲音。在普京的情報部門中，人工智能技術可以在世界引發大量的宣傳和欺騙戰術。

### 汽車及客車工業

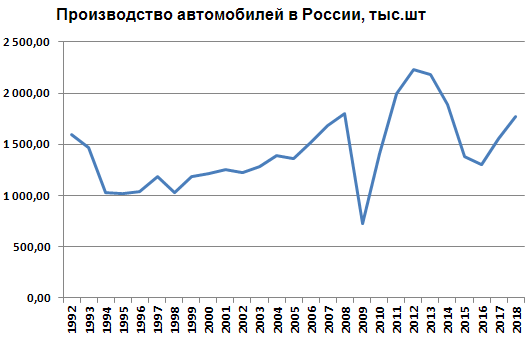
俄羅斯汽車產量

伏爾加汽車是東歐最大的汽車製造商，其子品牌包括拉達汽車等。卡瑪斯是世界第11大的重型卡車製造商之一。

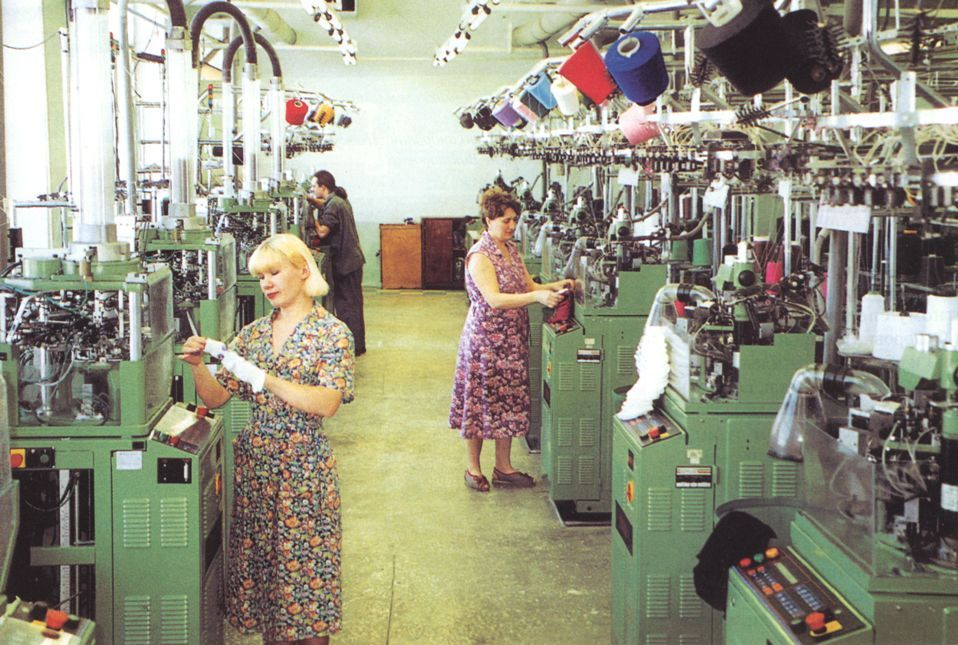
西部紡織廠

布良斯克汽車廠「BAZ公司」-從事重型的領先輪式卡車底盤製造商，包括石油和天然氣行業使用的機具，移動式起重機，重型卡車，油罐車，水泥單位和底盤的各種軍事複合體的生產。其他車廠包括GAZ集團有限公司、斯基客車廠「PAZ公司」、銀禧中心 、戈利岑客車廠「GolAZ公司」，銀禧薩蘭斯克車廠，雅羅斯拉夫爾汽車廠股份公司，以及"LiAZ"客車廠，有限責任公司KAVZ股份公司 ，烏拉爾汽車廠、車里雅賓斯克建築和道路機械，履帶拖拉機股份公司、阿爾紮馬斯機器製造廠股份公司，烏里揚諾夫斯克汽車廠股份有限公司，汽車組裝廠，索萊爾、ZIL車廠等。

### 航太工業
航空業在俄羅斯聯邦的期間到2015年的發展戰略，俄羅斯航空工業的資產集中在兩個核心整合結構：聯合飛機公司（它包括最大的飛機製造公司）和Oboronprom公司（它包括最大的以下的直升機和發動機公司）。這些公司包括214家公司和機構。俄羅斯航空業和飛機製造就業人數超過411000人。。由俄羅斯生產軍用飛機設計的在直升機為世界第2位-在製造為世界直升機市場的6％為第3位。2010年，俄羅斯企業銷售航空業的規模超過5040億盧布，其中31％為飛機結構中的零組件，18％為直升機，24％為發動機，8％為航空儀器，11％為航空儀表，8％為機械生產。
目前，該機構俄羅斯聯邦航天局簽署了關於空間活動與19個國家合作的政府間協議; 其中該協議參加國包括美國，日本，印度，巴西，瑞典，阿根廷各國和歐洲航天局ESA等國。
2010年3月，法國已訂購14個俄羅斯運載火箭聯盟號合同價值100億美元。2011年11月，法國從庫魯準備和俄羅斯和之間的成功合作訂購運載火箭，估計價值至少320億盧布的建設。（另外,除了該合同，俄羅斯和法國的專家將從事新一代運載火箭的研發）
2014年俄羅斯的格洛納斯導航系統覆蓋全球28顆衛星僅次於美國GPS全球定位系統的32顆衛星覆蓋率，目前美國太空梭退役這段時間，俄羅斯獲得聯盟號太空船抵達國際太空站的租約。在衛星發射方面也很活躍例如質子M為目前有效載荷最大的運載火箭。
參考：俄羅斯航太工業條目

### 核能工業
俄羅斯亦出口核能技術至海外市場，如中國和中南美洲和中亞等國，截至2010年3月，俄羅斯聯邦原子能機構正在建設俄羅斯和國外的10座核電站5。俄羅斯聯邦原子能機構目前擁有40％的世界市場鈾濃縮服務以及對核燃料的供應，核電廠燃料供應佔了17％市場份額。俄羅斯擁有龐大複雜的合同在核能領域複雜的合同在設計，建設核電站，以及在燃料的供給，聯合項目的談判，並與蒙古聯合開發鈾礦。

## 俄罗斯各联邦主体GDP

俄羅斯聯邦各地區人均GDP(PPP)2013年

| 排序 | 聯邦主體/州/省          | 相當於國家/地区  | 人均GDP(PPP)Intl.$ |
| ---- | ----------------------- | ---------------- | ------------------ |
|      | 俄羅斯                  | 波蘭             | 18,869             |
| 1    | 秋明州                  | 挪威             | 57,175             |
| 2    | 萨哈林州                | 香港             | 43,462             |
| 3    | 莫斯科                  | 荷蘭             | 40,805             |
| 4    | 楚科奇自治區            |                  | 39,220             |
| 5    | 圣彼得堡                |                  | 25,277             |
| 6    | 鞑靼斯坦共和国          | 斯洛伐克         | 23,290             |
| 7    | 科米共和国              | 沙烏地阿拉伯     | 22,335             |
| 8    | 列寧格勒州              | 沙烏地阿拉伯     | 21,549             |
| 9    | 萨哈共和国              | 沙烏地阿拉伯     | 21,159             |
| 10   | 克拉斯諾亞爾斯克邊疆區  | 匈牙利           | 20,779             |
| 11   | 別爾哥羅德州            | 爱沙尼亚         | 19,569             |
| 12   | 奧倫堡州                | 爱沙尼亚         | 19,507             |
| 13   | 阿尔汉格尔斯克州        |                  | 19,310             |
| 14   | 托木斯克州              |                  | 19,064             |
| 15   | 克麦罗沃州              | 波蘭             | 18,721             |
| 16   | 利佩茨克州              | 立陶宛           | 17,902             |
| 17   | 莫斯科州                | 立陶宛           | 17,255             |
| 18   | 马加丹州                | 立陶宛           | 16,748             |
| 19   | 彼爾姆邊疆區            | 立陶宛           | 16,642             |
| 20   | 諾夫哥羅德州            | 中華民國（臺灣） | 16,397             |
| 21   | 鄂木斯克州              | 拉脫維亞         | 16,213             |
| 22   | 伊尔库茨克州            | 拉脫維亞         | 15,987             |
| 23   | 斯維爾德洛夫斯克州      | 拉脫維亞         | 15,811             |
| 24   | 巴什科尔托斯坦共和国    | 拉脫維亞         | 15,797             |
| 25   | 摩爾曼斯克州            | 智利             | 15,555             |
| 26   | 烏德穆爾特共和國        | 智利             | 15,290             |
| 27   | 车里雅宾斯克州          | 智利             | 15,098             |
| 28   | 雅羅斯拉夫爾州          | 阿根廷           | 14,760             |
| 29   | 下诺夫哥罗德州          | 阿根廷           | 14,709             |
| 30   | 萨马拉州                | 阿根廷           | 14,520             |
| 31   | 卡盧加州                | 阿根廷           | 14,500             |
| 32   | 沃洛格達州              | 土耳其           | 14,327             |
| 33   | 加里宁格勒州            | 马来西亚         | 14,136             |
| 34   | 克拉斯諾達爾邊疆區      | 墨西哥           | 13,899             |
| 35   | 哈卡斯共和國            | 保加利亚         | 13,680             |
| 36   | 新西伯利亞州            | 巴拿马           | 13,383             |
| 37   | 伏尔加格勒州            | 巴拿马           | 13,200             |
| 38   | 阿穆尔州                | 黎巴嫩           | 13,115             |
| 39   | 卡累利阿共和国          | 乌拉圭           | 12,931             |
| 40   | 堪察加邊疆區            | 乌拉圭           | 12,931             |
| 41   | 庫爾斯克州              | 乌拉圭           | 12,860             |
| 42   | 萨拉托夫州              | 蒙特內哥羅       | 12,812             |
| 43   | 圖拉州                  | 白俄羅斯         | 12,671             |
| 44   | 阿斯特拉罕州            | 委內瑞拉         | 12,610             |
| 45   | 滨海边疆区              | 委內瑞拉         | 12,574             |
| 46   | 哈巴罗夫斯克边疆区      | 委內瑞拉         | 12,320             |
| 47   | 特维尔州                | 委內瑞拉         | 12,228             |
| 48   | 外貝加爾邊疆區          | 委內瑞拉         | 11,926             |
| 49   | 斯摩棱斯克州            | 伊朗             | 11,845             |
| 50   | 烏里揚諾夫斯克州        | 伊朗             | 11,794             |
| 51   | 弗拉基米爾州            | 伊朗             | 11,666             |
| 52   | 梁贊州                  | 伊朗             | 11,510             |
| 53   | 坦波夫州                | 伊朗             | 11,469             |
| 54   | 莫尔多瓦共和国          |                  | 11,394             |
| 55   | 罗斯托夫州              |                  | 11,302             |
| 56   | 奧廖爾州                | 北馬其頓         | 11,214             |
| 57   | 布里亞特共和國          |                  | 11,148             |
| 58   | 沃羅涅日州              | 塞爾維亞         | 11,036             |
| 59   | 楚瓦什共和国            |                  | 10,971             |
| 60   | 科斯特罗马州            |                  | 10,941             |
| 61   | 庫爾干州                |                  | 10,833             |
| 62   | 奔薩州                  | 巴西             | 10,764             |
| 63   | 阿尔泰边疆区            | 巴西             | 10,295             |
| 64   | 马里埃尔共和国          | 南非             | 10,265             |
| 65   | 普斯科夫州              |                  | 9,877              |
| 66   | 犹太自治州              |                  | 9,849              |
| 67   | 基洛夫州                |                  | 9,634              |
| 68   | 布良斯克州              |                  | 9,345              |
| 69   | 北奥塞梯-阿兰共和国     |                  | 9,343              |
| 70   | 达吉斯坦共和国          |                  | 9,337              |
| 71   | 斯塔夫罗波尔边疆区      | 秘魯             | 8,725              |
| 72   | 卡拉恰伊-切尔克斯共和国 |                  | 8,669              |
| 73   | 阿迪格共和国            | 阿尔巴尼亚       | 8,583              |
| 74   | 卡尔梅克共和国          | 泰國             | 8,087              |
| 75   | 卡巴爾達-巴爾卡爾共和國 |                  | 7,666              |
| 76   | 图瓦共和国              |                  | 7,578              |
| 77   | 阿尔泰共和国            | 苏里南           | 7,520              |
| 78   | 伊萬諾沃州              |                  | 7,425              |
| 79   | 车臣共和国              | 不丹             | 5,023              |
| 80   | 印古什共和国            | 伊拉克           | 3,494"""           |

## 俄羅斯經濟史

### 在90年代俄羅斯

俄羅斯各時期人均GDP，左方藍色為葉爾辛時期呈現下滑，中間橘色為普京時執政時期，右方藍色是梅德韋傑夫時期

俄羅斯經濟在1990年代後蘇聯解體，經歷了嚴重的超級通貨膨脹，當時的叶利钦政府聽信西方經濟學家實行休克療法的經濟改革，無數中產階級如教師、工程師与醫生的生活质量急速恶化乃至鬧飢荒，甚至政府因為發不出工資或養老金而被迫流落街頭。大量國營企業倒閉被外國資本收購。1991年通膨率達2,520%，1993年整年通膨率是840%，而1994年是224%。盧布從解體前的年1盧布換1美元，跌至1美元兌30,000盧布。而西方承諾的貸款卻沒有下來，隨後又發生北約入侵南斯拉夫。
90年代俄羅斯推行私有化政策，在極短時間內許多優質國有資產被蘇聯共產黨的權貴侵吞，以及外國技術資本廉價收購。這段時間成長出了7寡頭，也就是所謂「7寡頭議政」時期少數經濟寡頭壟斷了俄羅斯幾乎80%的國民財富包括媒體，其中包括别列佐夫斯基、霍多爾柯夫斯基等等。
社會貧富差距惡化，7個大財閥趁著經濟危機投機倒把收購並且壟斷了一系列石油天然氣黃金行業，憑著經濟實力事實上把持政府，甚至當時俄國的經濟決策都是他們自己7個人商議好之後叫來俄國工商部長簽字，稍有不滿甚至敢直接衝擊總統府跟葉爾欽拍桌子。其中最著名的別列佐夫斯基是黑白兩道老大，有官員打算反抗他，他就強迫總統把他撤職，有記者打算報道他，他就派殺手把記者暗殺，不僅出賣國家機密經濟和軍事科技給外國，普京上台後又公開反對他，還成立自己的電視台公開進行反政府宣傳。最後遭到通緝出逃英國，在英國繼續他反俄的事業，揚言「願意不惜重金資助任何反對俄國現政權的人以任何方式推翻俄羅斯政府」。
而霍多爾柯夫斯基成立了尤斯科石油公司廉價購收國有資產，當時和外資美國的艾克森美孚石油公司持股壟斷了俄羅斯的石油資源也成立了自己的媒體打算干政，老百姓生活困苦面對貪汙和內戰惡性通膨，在普京上台調查尤科斯洗錢和收賄事件又將尤科斯公司和霍多爾柯夫斯基資產收歸國有石油公司，至於外國資本以交換股權的方式轉讓給外國投資人。

### 自2000年以後
普京上台後開始打擊經濟寡頭的洗錢貪汙和收賄干預媒體和政治等等，在7個猶太寡頭中有6個都離開俄羅斯或面臨司法審判和坐牢，此時又面臨油價上升，俄國營石油公司開始併購石油公司，並將開徵石油出口關稅，以石油財富的收入支持社會福利和養老金等並恢復俄羅斯經濟的正常運轉，在普京主政下俄羅斯貧困人口減少了約3000萬人，人均國民所得增加了3倍，至2000~2008年俄羅斯的經濟GDP的增長平均超過10%，工業和農業生產增加糧食產量增至1億噸，建設，從1999年到2007年，製造業的生產指數上升了77％，其中包括生產機械和設備 - 91％，紡織服裝生產- 46％，生產的食品增加- 64％。